# Vibo Valentia
Vibo Valentia (AFI: [ˈvibo vaˈlɛnʦja], ), già Monteleone fino al 1863 e Monteleone di Calabria dal 1863 al 1928 (Muntiliuni in dialetto vibonese), è un comune italiano di 30 832 abitanti, capoluogo dell'omonima provincia in Calabria.
Corrisponde all'antica Hipponion (Ἱππώνιον), importante città della Magna Grecia su cui sorse poi la colonia romana di Valentia. Fu un centro fortificato greco-bizantino durante l'Alto Medioevo e passò successivamente sotto il controllo normanno. Col nome di Monteleone fu capoluogo della Calabria Ulteriore fra il 1582 e il 1593 e poi nuovamente fra il 1806 e il 1816.
Divenne capoluogo dell'omonima provincia nel 1992. Si affaccia sulla Costa degli Dei.

## Geografia fisica

### Territorio
La posizione della città, adagiata sul pendio di un colle, assume un'importanza strategica in ambito territoriale. Crocevia sin dai tempi dell'antica Grecia e dell'impero romano, domina sia l'hinterland, sia la catena montuosa delle Serre calabresi, sia la zona marittima con il suo porto e le stazioni turistiche. È necessario viaggiare su gomma anche per raggiungere il porto della frazione Vibo Marina.
La città di Vibo Valentia sorge su un grande terrazzamento collinare scistoso, Il palazzo comunale sorge a 476 m s.l.m. ma il comune raggiunge i 567 metri s.l.m. nella parte più alta e si trova sul livello del mare nella zona Marina. Le tre maggiori concentrazioni di attività industriali del comune sono presso la Località Aeroporto, presso Porto Salvo (adiacente a Vibo Marina, grazie allo sfruttamento delle opportunità fornite dalla presenza del porto polifunzionale e dello scalo ferroviario), e infine al confine con Maierato, mentre la zona commerciale è sita all'interno della città sulla collina, come anche la maggior concentrazione demografica.

### Idrografia
Il fiume più importante del territorio comunale è il Mesima, che nasce alle pendici del monte Mazzucolo (942 m) e sfocia nel mar Mediterraneo a nord di San Ferdinando, località tra Nicotera (VV) e Rosarno (RC). Gli confluiscono a sinistra il fiume Marepotamo, il fiume Metramo e il fiume Vena e a destra il fosso Cinnarello e il torrente Mammella. Nel territorio comunale scorre alle spalle del castello normanno-svevo, all'interno dell'omonima vallata. La città presenta inoltre numerose fiumare, tra cui spiccano il Sant'Anna e il Trainiti.

### Clima
Il clima estivo in città non è mai troppo caldo, a stento supera i 30 °C ma in compenso è umido e afoso, solo nelle zone più basse del territorio comunale le massime possono raggiungere anche i 35 °C. Il clima è piacevole, mai troppo freddo e si concede spesso a giornate soleggiate che raggiungono anche i 20 °C in pieno Inverno. Le precipitazioni non sono molto frequenti, e in particolare le nevicate sono rare.
In base alla media trentennale di riferimento 1961-1990, la temperatura media dei mesi più freddi, gennaio e febbraio, si attesta a 12,2 °C; quella del mese più caldo, agosto, è di 26,3 °C.
Le precipitazioni medie annue si aggirano sui 550 mm e si distribuiscono mediamente in 73 giorni, con un prolungato minimo estivo e un moderato picco tra l'autunno e l'inverno.
| Vibo Valentia         | Mesi   | Mesi   | Mesi   | Mesi  | Mesi   | Mesi   | Mesi   | Mesi   | Mesi   | Mesi   | Mesi   | Mesi   | Stagioni | Stagioni | Stagioni | Stagioni | Anno |
| Vibo Valentia         | Gen    | Feb    | Mar    | Apr   | Mag    | Giu    | Lug    | Ago    | Set    | Ott    | Nov    | Dic    | Inv      | Pri      | Est      | Aut      | Anno |
| --------------------- | ------ | ------ | ------ | ----- | ------ | ------ | ------ | ------ | ------ | ------ | ------ | ------ | -------- | -------- | -------- | -------- | ---- |
| T. max. media (°C)    | 12     | 12     | 15     | 17,9  | 22,4   | 26,1   | 28,8   | 29,6   | 26,8   | 23,0   | 18,8   | 15,6   | 13,2     | 18,4     | 28,2     | 22,9     | 20,7 |
| T. min. media (°C)    | 4,5    | 5,0    | 7,0    | 10,0  | 16,1   | 19,8   | 22,3   | 23,0   | 20,5   | 17,3   | 14,0   | 11,5   | 7,0      | 11,0     | 21,7     | 17,3     | 14,3 |
| Precipitazioni (mm)   | 64     | 68     | 54     | 47    | 23     | 15     | 15     | 22     | 37     | 61     | 68     | 86     | 218      | 124      | 52       | 166      | 560  |
| Giorni di pioggia     | 10     | 9      | 8      | 7     | 3      | 2      | 2      | 3      | 4      | 7      | 8      | 10     | 29       | 18       | 7        | 19       | 73   |
| Vento (direzione-m/s) | SW 7,8 | SW 8,2 | SW 8,2 | W 7,9 | SW 6,6 | SW 6,8 | NW 7,7 | NW 7,4 | NW 6,8 | SW 7,9 | SW 8,7 | SW 8,4 | 8,1      | 7,6      | 7,3      | 7,8      | 7,7  |

Classificazione climatica: zona D

## Origine del nome
Nel corso della sua millenaria storia, Vibo Valentia ha avuto differenti nomi, che corrispondono all'evoluzione della città nelle epoche storiche:
- Veip (pronuncia: Weip) (in osco: 𐌅𐌄𐌉𐌐), nome dell’insediamento osco;
- Veiponion (pronuncia: Weiponion) (in greco antico: ? Ϝειπώνιον), divenuto Eiponion (in greco antico: ? Ειπώνιον) dopo la caduta del digamma, nome della polis greca. Citata come Hipponion (in greco antico: ? Ἱππώνιον) dalle antiche fonti letterarie;
- Valentia-Vibo Valentia-Vibona, nome del municipio romano;
- Mons Leonis-Monteleone, dal periodo svevo all'Unità d'Italia;
- Monteleone di Calabria, fino al 1928.

## Storia

### Dalla preistoria all'epoca romana

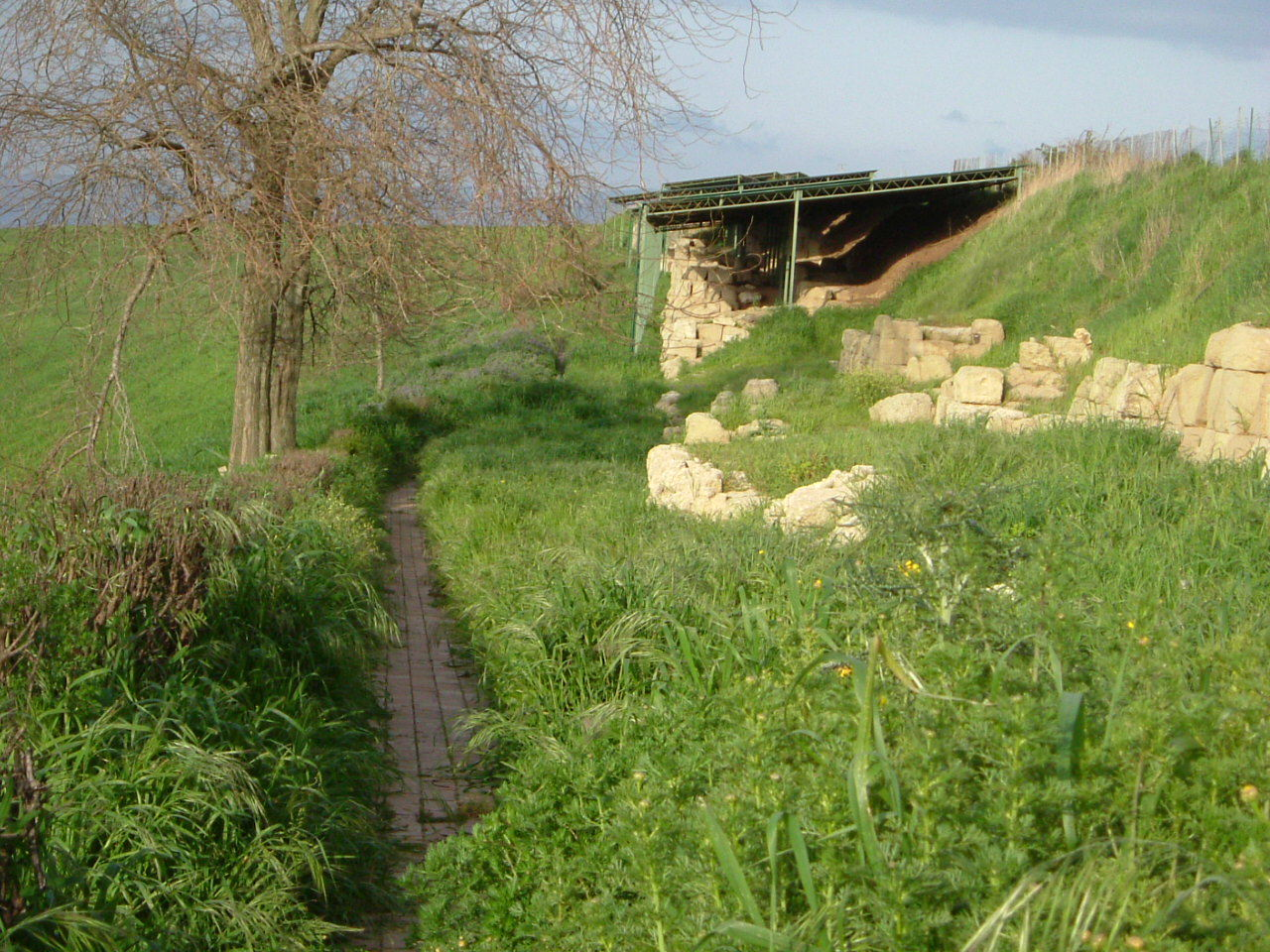
Mura greche di Hipponion

Le prime tracce di un'intensa frequentazione dell'attuale Vibo Valentia risalgono al Neolitico: strumenti coevi del Neolitico sono venuti alla luce durante lo scavo della Necropoli Occidentale di Hipponion, Orsi segnalava altri rinvenimenti relativi a questo periodo vicino ai resti del tempio dorico in località Belvedere Telegrafo e nel tratto delle mura greche di Hipponion in località Trappeto Vecchio, il Topa ricorda vari ritrovamenti del Neolitico a Vibo, infine in recenti scavi presso via Romei sono emerse significative tracce di questo periodo). Tracce di occupazione nell'Età del bronzo e del ferro sono state ritrovate durante lo scavo della Necropoli Occidentale, dell'area sacra in località Scrimbia e nell'area sacra in via Romei. Il nome di questo primo insediamento indigeno doveva essere Veip o Veipuna. Per avere uno sbocco commerciale sul mar Tirreno ed evitare di fare il periplo della Calabria e quindi attraversare lo stretto (sotto l'influenza di Rhegion), nella seconda metà del VII secolo a.C. i greci di Locri Epizefiri fondarono la sub-colonia con il nome di Hipponion. Alla fine del VI secolo a.C., la città sconfisse in battaglia Crotone con l'aiuto di Locri e Medma: la notizia è riportata su uno scudo con incisa una dedica ritrovato a Olimpia, è da sottolineare che Hipponion ricopre il primo posto sull'incisione di certo per la principalità avuta nello scontro. Inizialmente si era supposto che lo scudo fosse un trofeo della battaglia della Sagra, ma la differente collocazione cronologica di questo evento rispetto alla datazione dello scudo e il fatto che le fonti non riportino Hipponion e Medma nella battaglia della Sagra, mentre nella dedica Hipponion occupa il ruolo principale, ha fatto cadere tale teoria. Lo scudo infatti è della fine del VI secolo a.C., sembra riferibile piuttosto a una battaglia non ricordata dalle fonti, inquadrabile probabilmente in un periodo di poco successivo allo scontro fra Sibari e Crotone, avvenuto nel 510 a.C. Nel 422 a.C. Tucidide riporta la notizia di uno scontro di Hipponiati e Medmei contro la propria madrepatria Locri Epizefiri, inteso fino a poco tempo fa come una sorta di ribellione delle sub-colonie contro Locri, ma in realtà i ritrovamenti archeologici attestano che Hipponion dovette essere autonoma fin dall'inizio: i ricchi doni votivi dell'area sacra in località Scrimbia attestano infatti la presenza di una ricca classe aristocratica che aveva il controllo della città sin dall'età arcaica, ciò fa comprendere come l'organizzazione sociale di Locri fosse analoga a quella di Hipponion e quindi non subordinata a quella della città madre.
Un altro segno dell'indipendenza di Hipponion è dato anche dallo scudo di Olimpia, dal quale si evince che fu Hipponion la città che guidò una guerra contro Crotone e dallo stesso Tucidide che definisce gli Hipponiati come homoroi ("confinanti") dei Locresi. Probabilmente ci furono dei legami di tipo federale fra Locri, Hipponion e Medma secondo il quale in caso di guerra una polis poteva richiedere l'ausilio delle altre due, e forse per una richiesta troppo pesante da parte dei Locresi in questa lega, originò nel 422 a.C., lo scontro. Dell'esito del conflitto Tucidide non ci dà notizie, ma che sia stato favorevole a Hipponiati e Medmei sembra certo dai successivi avvenimenti che videro schierarsi Locri insieme a Dionisio il Vecchio, tiranno di Siracusa. All'inizio del IV secolo a.C., infatti, Dionisio si sposava con una donna locrese e Locri darà supporto al tiranno nelle sue spedizioni in Italia. Nel 393 a.C., il tiranno, una volta occupata Medma, deporta parte dei suoi abitanti a Messana e lascia il territorio della città ai Locresi. Ciò spinse Hipponion, Rhegion, Kaulon, Kroton, Thurii, Velia e una serie di centri minori, ad allearsi in vista della minaccia siracusana, creando la cosiddetta Lega Italiota, tuttavia nel 388 a.C. dopo la sconfitta degli Italioti a Kaulon nella battaglia dell'Elleporo (389 a.C.), Dionisio conquisterà Hipponion e deporterà parte degli abitanti a Siracusa, consegnandone il territorio ai Locresi. Nove anni dopo, nel 379 a.C., i Cartaginesi libereranno la città e la ripopoleranno con gli Hipponiati deportati da Dionisio e con altri esuli a causa della tirannia. Nel 356 a.C. la nascita del popolo Brettio causò non gravi problemi a Hipponion, che forse, seppure per un breve periodo verrà occupata da questa popolazione Italica. Nel 340-331 a.C. interverrà contro i Brettii Alessandro il Molosso re dell'Epiro che inizialmente riuscirà a liberare la greca Terina (città a Nord di Hipponion) passata da alcuni anni sotto il controllo brettio e conquistando le Brettie Pandosia e Cosenza, dando sollievo a per un certo periodo a Hipponion.

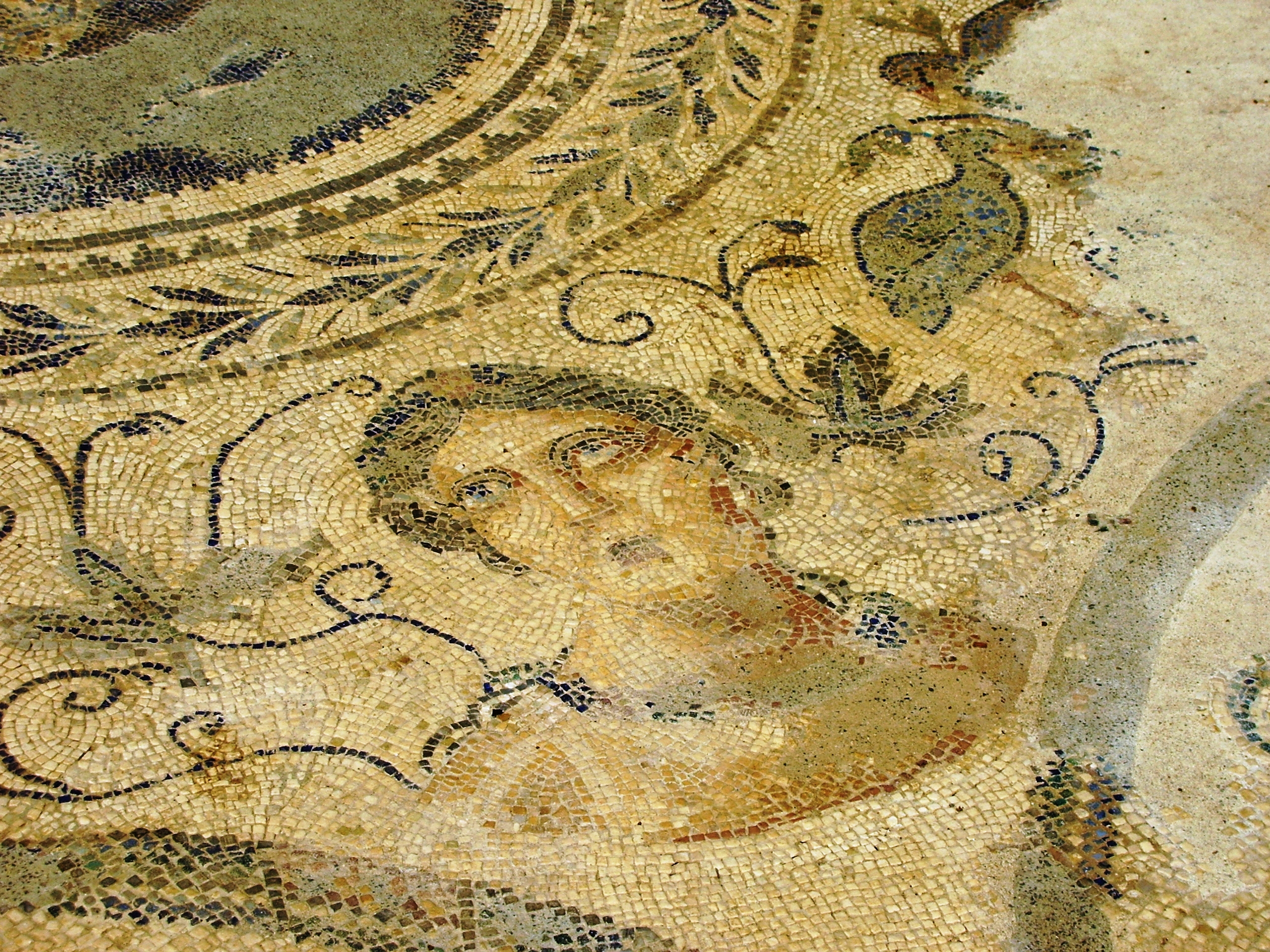
Mosaico di epoca romana nel parco archeologico in loc. S. Aloe

 Ma nel 331 a.C. l'epirota morrà ucciso a tradimento vicino a Pandosia. Inizierà alla fine del IV secolo a.C. la realizzazione di una nuova fase della cinta muraria, dotata di torri circolari che dovevano richiedere un'enorme spesa pubblica e la presenza di manodopera specializzata. Nel 294 a.C. Agatocle, Tiranno di Siracusa conquista Hipponion secondo quanto tramandato da Diodoro "Agatocle pose l'assedio alla città degli Hipponiati...[lacuna]... e mediante le macchine lanciasassi ebbero la meglio sulla città e la conquistarono" (Diod XXI, fr. 8). Agatocle rese Hipponion uno dei suoi principali centri per il controllo dei possedimenti in Italia: da Strabone sappiamo che ne ingrandì il porto, le testimonianze archeologiche attestano il rafforzamento delle mura che renderanno la città una vera e propria grande roccaforte. Poco dopo la morte di Agatocle ci sarà lo scontro delle città della Magna Grecia con i Romani e l'intervento di Pirro. Dopo la fine della guerra, Hipponion, come gli altri centri italioti e Bruzi, passerà sotto il controllo dei Romani e verrà insediato un presidio romano. Il controllo romano sarà assente durante la seconda guerra punica, quando i Brettii passati dalla parte di Annibale se ne impossesseranno. Nel 192 a.C., pochi anni dopo la fine della II Guerra punica, i Romani dedurranno a Hipponion una colonia a diritto latino (Liv., XXXV, 40, 5-6) chiamata Valentia, con diritto di zecca e varie autonomie. Il nome Valentia (attestato sulle monete della colonia e dall'epigrafe di Polla che ricorda la costruzione della via Popilia), in latino significa forza, potenza militare, insieme al massiccio invio di coloni superiore a tutti gli altri centri del Bruzio: 4.000 soldati, di sicuro con donne e figli, fa comprendere come la capitale dell'Impero riconosceva al centro tirrenico grande importanza strategica ed economica. Successivamente, dall'89 a.C. quando divenne municipio, Vibo Valentia fu il nome utilizzato per indicare la città (Strabone, Plinio il vecchio, ecc.).
La città possedeva un ampio territorio: in epoca greca la sua chora (territorio in greco) era confinante con quella di Locri Epizephiri (Thucid. 5,5,1). Secondo gli studi più recenti il suo territorio doveva avere per confine a nord il torrente Lametos (ora Amato), a sud Nicotera e a est la catena montuosa delle Serre, a ovest il mar Tirreno; in epoca romana il confine dell'ager Vibonensis (così come lo chiama Tito Livio) si era spinto a sud poco più in giù del fiume Mesima (prendendo anche il posto di Medma, situata presso l'odierna Rosarno, che da fiorente colonia greca era ormai scomparsa in epoca romana). Durante il periodo romano, la costruzione della Via Popilia interessò la città che divenne un'importante stazione.
Di grande importanza per lo sviluppo della città fu anche il porto, i cui resti sono in parte interrati e in parte sott'acqua fra la località Trainiti e Bivona nel comune di Vibo Valentia. Parlando di Vibo, Strabone riferisce che essa possedeva un epineion, ossia un porto che sorge a una certa distanza dalla città da cui dipende, che sarebbe stato rafforzato da Agatocle tiranno di Siracusa, dopo averlo conquistato nel 294 a.C. Durante l'epoca romana, il porto divenne il principale scalo di partenza, sul Tirreno, del legname della Silva Bruttia per la costruzione delle navi del potente esercito romano.
Grazie alla sua importanza strategica e politica, Vibo ebbe l'onore di ospitare Giulio Cesare, Ottaviano e Cicerone, che la ricorda nelle sue lettere.
Gaio Giulio Cesare aveva utilizzato il porto della città, durante le guerre civili, per ospitare metà della sua flotta; lo stesso Cesare descrive un episodio bellico avvenuto nei pressi del porto della città. La flotta stanziata a Vibo riuscì a respingere un assalto dei Pompeiani, guidati da Cassio Longino, distruggendo la nave dello stesso generale nemico che dovette fuggire su una scialuppa per, poi, una volta raggiunto le altre navi allontanarsi definitivamente dalle acque Vibonesi.
Ottaviano come il suo padre adottivo utilizzò il porto della città come base navale. Infatti, nel 36 a.C., il futuro imperatore venne sconfitto e messo in fuga da Sesto Pompeo (figlio del più famoso Gneo) che si era impadronito della Sicilia, così con la flotta duramente colpita dalla sconfitta si rifugiò nella fiorente città tirrenica ove stabilì il suo quartier generale e visse per circa un anno. Appiano nell'opera sulle guerre civili descrive i vari spostamenti della flotta che aveva come base principale Vibo Valentia. Quando Pompeo venne sconfitto definitivamente, la città, che per l'importanza e la prosperità raggiunta era stata scelta come territorio da assegnare ai veterani come colonia, venne esonerata dal gravoso incarico insieme a Reggio per i meriti ottenuti in questo frangente, mantenendo così illesa la sua fiorente economia. Sempre Appiano indica Vibo Valentia come una delle sette città più ricche dell’Italia romana in età augustea. Almeno a partire dal V secolo (ma probabilmente già un secolo prima) diventa sede di una diocesi, il nome nel tardo impero cambia in quello di Vibona.

### Dal Medioevo al secolo XIX

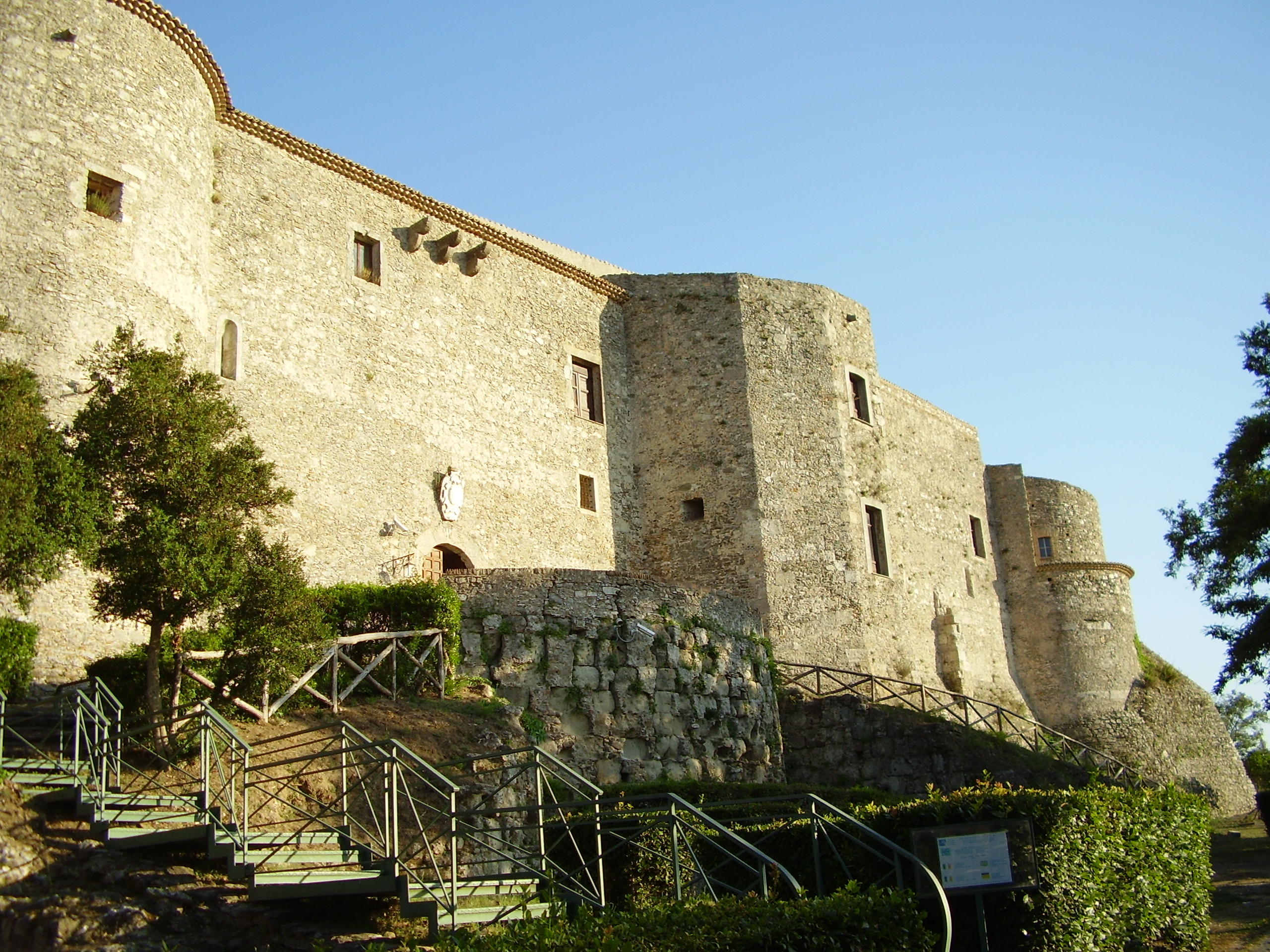
Castello Normanno-Svevo di Vibo Valentia

Dopo la fine dell'impero romano i bizantini provvidero a fortificarla, ma i saraceni l'attaccarono e saccheggiarono più volte. Ruggero I di Sicilia pose nell'XI secolo i suoi accampamenti a Vibo e in seguito trasferì la sede della diocesi, presente a Vibo fin dal V o IV secolo, nella sua Mileto. Sempre in questo periodo, Ruggero smantellò colonne e marmi degli antichi edifici classici di Vibo Valentia per utilizzarli a Mileto nella costruzione di altri edifici. Federico II di Svevia passando dalla città, rimasto impressionato per la bellezza e il potenziale strategico del luogo (Nicolai de Jamsilla, De rebus gestis Federici II imperatoris), diede l'incarico al "secreto" di Calabria, Matteo Marcofaba, di ricostruirla e ripopolarla e da allora cambiò il nome in Monteleone.

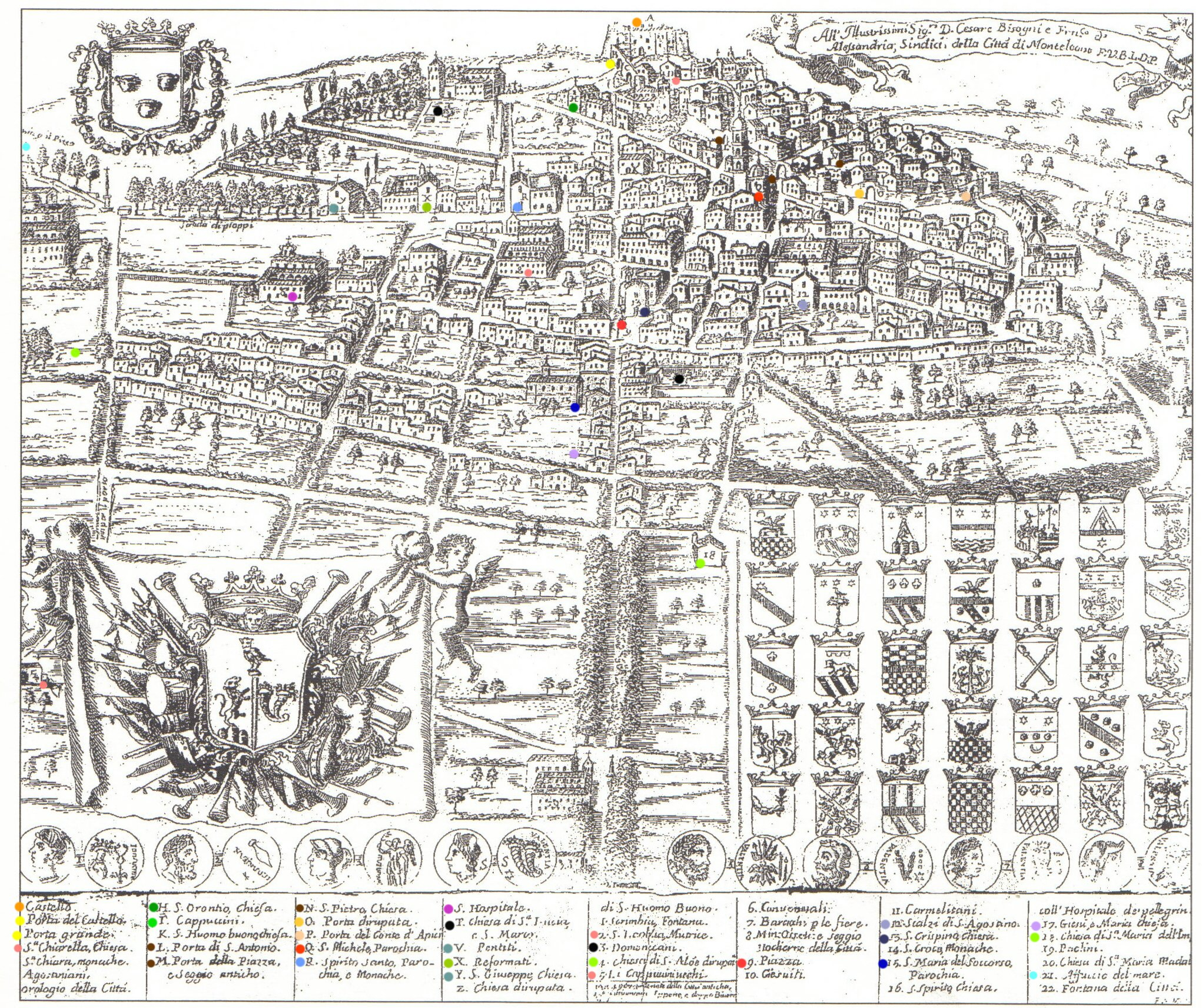
Cartina di Monteleone (attuale Vibo Valentia) disegnata nel 1710, in alto a destra è visibile lo stemma dei Pignatelli duchi di Monteleone, sotto lo stemma della città e a destra di questo gli stemmi delle famiglie nobili di Monteleone.

In questo periodo venne realizzata la prima fase del castello che per errore veniva attribuita al periodo Normanno. Sotto gli Angioini la città acquisì ancora più prestigio e prosperità, divenendo serie del vicario reale. Sempre nello stesso periodo venne ulteriormente rafforzato e ingrandito il castello e la cinta muraria medievale. In seguito fra il periodo Angioino e Aragonese, divenne Feudo dei Caracciolo e poi comune demaniale. Nel 1501, usurpando quelli che erano i diritti della città, venne affidata nuovamente come feudo ai Pignatelli. Per questo scoppiò una rivolta per il quale dovette intervenire il generale Lo Tufo del regno di Napoli. Quest'ultimo non riuscendo a domarla, chiamò per discutere i sette capi del popolo che vennero uccisi a tradimento. Qualche anno dopo, la monteleonese Diana Recco che aveva perso un fratello e il padre nella rivolta, uccise a pugnalate il generale Lo Tufo che stava partecipando alla cerimonia di matrimonio di una delle figlie. In ogni caso i Pignatelli pensarono allo sviluppo della città, creando filande, oleifici e favorendo molte attività artigianali.
Nel XVII secolo, Monteleone è uno dei centri serici più produttivi della regione. In questo periodo nella città si svolgeva un importante mercato della seta che aveva come destinazione Napoli o Cava dei Tirreni.
Nell'Ottocento i francesi la elevarono a capoluogo della Calabria Ultra e da allora fino a pochi decenni addietro fiorirono tanti mestieri, il cui ricordo è nel nome di strade (Via Forgiari, via Chitarrari, via Argentaria, ecc.) e di istituzioni come il Real Collegio Vibonese (l'ancora esistente Convitto Filangieri e il teatro Comunale, demolito negli anni sessanta). Dopo il ritorno dei Borbone la città perse il ruolo di capoluogo e la sua importanza politica ed economica venne ridimensionata. Durante le guerre per l'Unità d'Italia, Garibaldi passò da Monteleone dove ottenne aiuti materiali e finanziamenti da parte degli abitanti. Nel 1861, dopo l'Unità d'Italia, il nome della città venne cambiato in Monteleone di Calabria.

### Periodo fascista

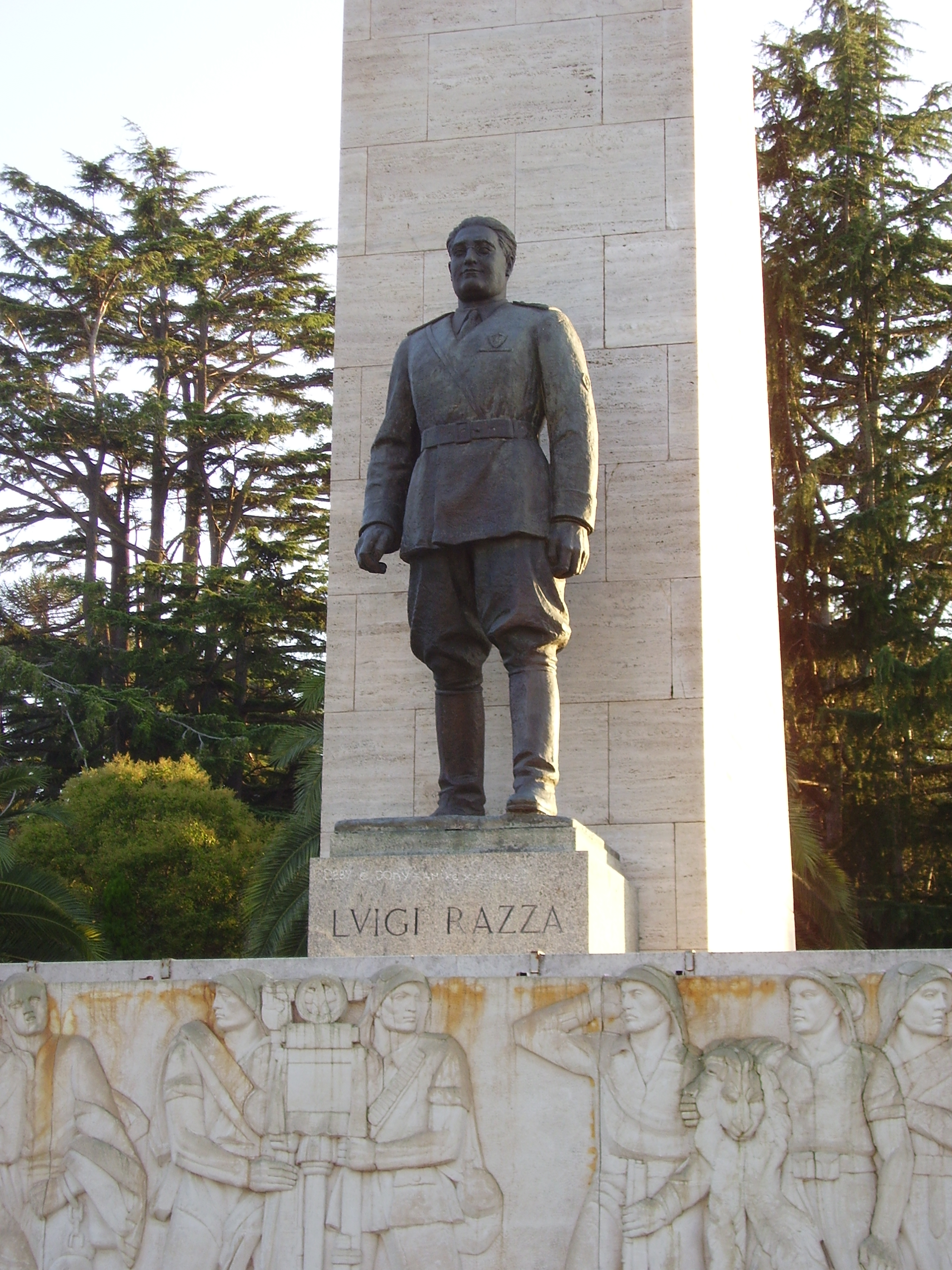
Monumento a Luigi Razza

Durante il regime fascista, per opera di Luigi Razza, giornalista, politico, deputato al Parlamento e Ministro dei Lavori Pubblici, si avviò un grande rilancio nel campo dei lavori pubblici, in cui spicca la costruzione del Palazzo del Municipio (finito di costruire nel 1935 e che, secondo il progetto iniziale, avrebbe dovuto accogliere, al termine, la Prefettura della costituenda provincia) in stile razionalista. Per iniziativa dello stesso Razza, nel 1927 un regio decreto ispirato dal governo fascista che diverrà effettivo il 13 gennaio 1928, ribattezzò la città da Monteleone di Calabria a, secondo l'antica dizione latina, Vibo Valentia. La spinta edilizia pubblica nella città ebbe un deciso arresto quando il ministro Razza scomparve in un incidente aereo in Egitto nel 1935. La città ha voluto successivamente onorarne la memoria con una statua bronzea, a figura intera, scolpita da Francesco Longo nel 1938 e personalmente inaugurata da Benito Mussolini nel 1939 durante la sua visita alla città, la quale si erge in Piazza San Leoluca su un alto piedistallo, sormontato da una stele recante in cima l'effigie marmorea della Vittoria alata. Un'altra effigie gli è stata riservata nel Palazzo del Municipio, a lui intitolato. A Luigi Razza la città ha inoltre intitolato il proprio aeroporto militare, lo stadio, una piazza e una via del centro storico.

### Età contemporanea
Avvenimento più importante degli ultimi anni, nel 1992, è stata la proclamazione dell'omonima provincia, che in precedenza era compresa nella provincia di Catanzaro.

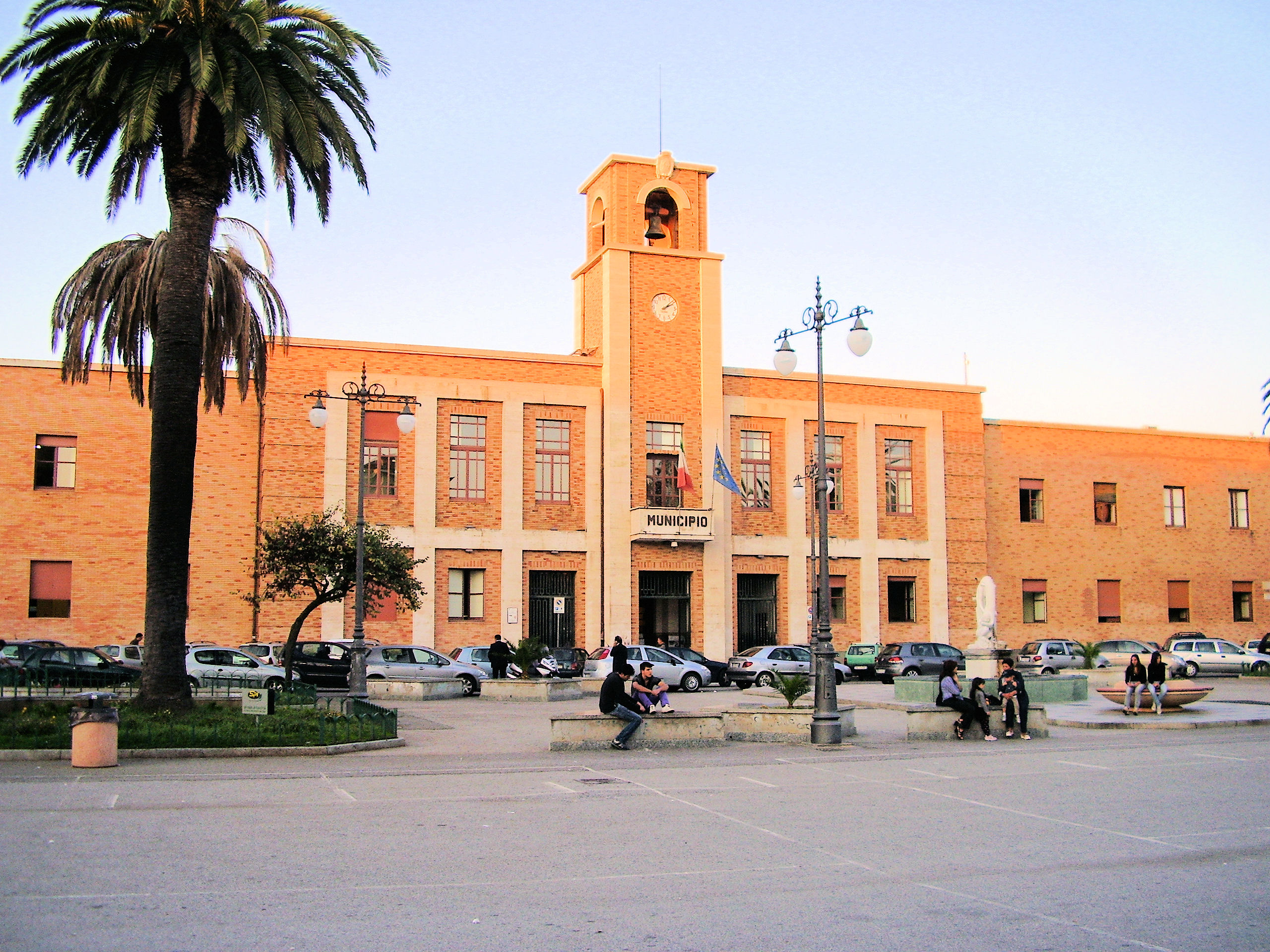
Palazzo Luigi Razza, attuale sede del comune

Nel 1993, con la realizzazione di un monumento, la città ha inteso onorare la memoria di un suo abitante, Michele Morelli, patriota e martire del risorgimento.
Nel corso degli anni novanta, Vibo Valentia dedica una piazza e un busto bronzeo al poeta Vincenzo Ammirà.
Il 3 luglio 2006 viene duramente colpita da un'alluvione, che provoca la morte di quattro cittadini e ingenti danni economici all'industria, al turismo e ai beni dei privati. I danni maggiori si registrano nelle località di Longobardi, Vibo Marina e Bivona, investite da una grande quantità di acqua, fango e detriti.
Gli interventi di sistemazione sono stati affidati a una commissione presieduta da Pasquale Versace, docente di Idrologia e Progettazione di Opere Idrauliche all'Università della Calabria.
Nel 2021, poi, la città è stata designata Capitale italiana del libro da parte dell'allora ministro della Cultura Dario Franceschini.

Stemma comunale di Vibo Valentia

### Simboli
Scudo partito d'oro e di rosso e al terzo superiore spaccato di azzurro. Nel primo ha tre monti di verde, sul medio (quello centrale) più alto un leone rampante lampassato di rosso, di cui una metà di azzurro nel campo d'oro, e l'altra dello stesso nel campo di azzurro. Nel secondo ha due corna di Amaltea (cornucopie) d'oro colme di frutta dello stesso e un'asta d'argento sostenente sull'estremità una civetta nel campo di azzurro. Scudo timbrato da corona ducale, con la dicitura in basso S.P.Q.V.

Gonfalone comunale

Il gonfalone è un drappo troncato di azzurro e di rosso.

## Monumenti e luoghi d'interesse

### Architetture religiose

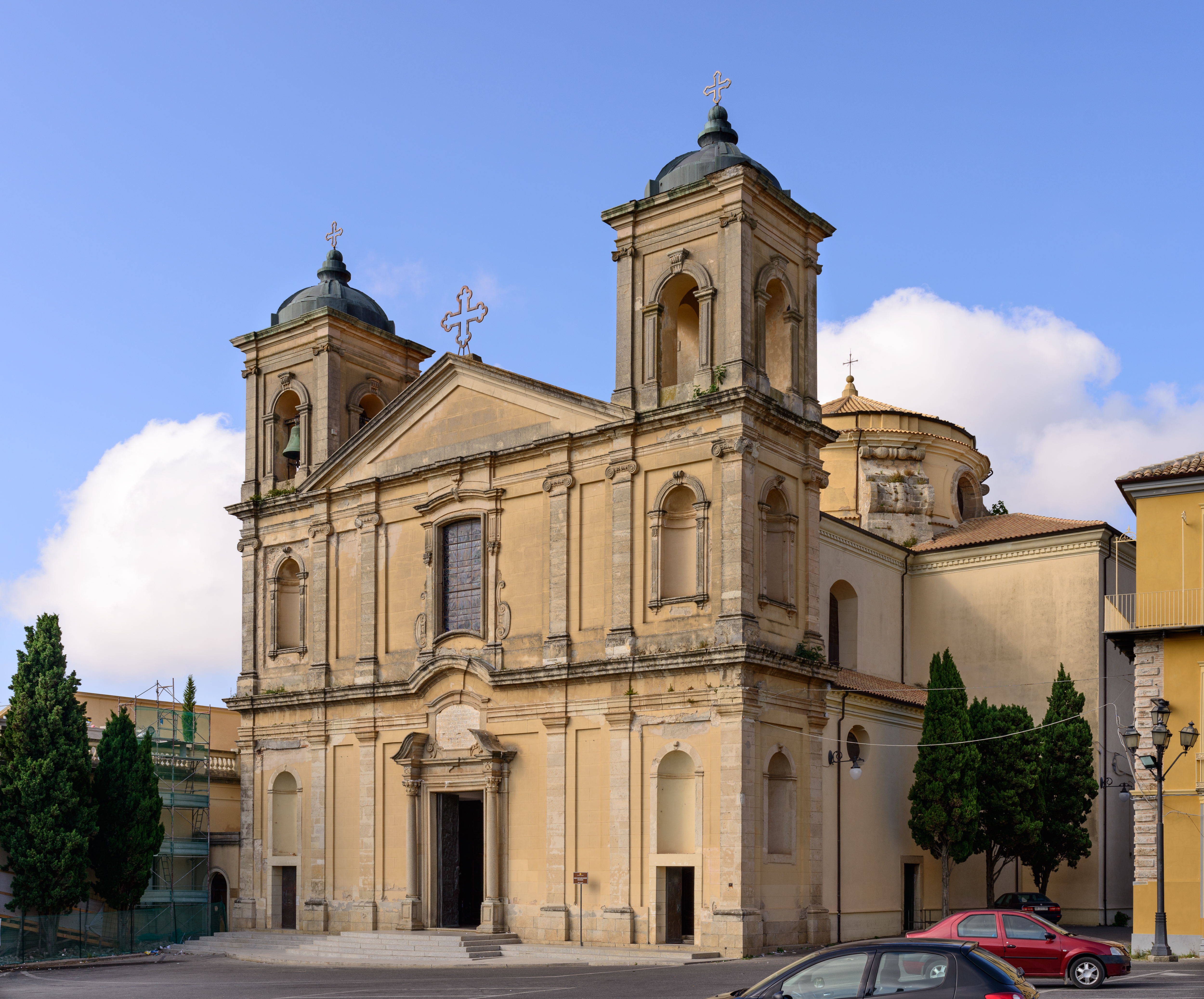
La chiesa di Santa Maria Maggiore e San Leoluca

- Chiesa di Santa Maria Maggiore e San Leoluca (Duomo): edificata nel Seicento sui resti di un'antica basilica bizantina del IX secolo, è stata restaurata dopo il terremoto del 1783 su progetto di Francesco Antonio Coratoli e sotto la supervisione di Emanuele Paparo. Il suo impianto è a croce latina con unica navata. Il suo interno è coperto da una volta a botte con dipinti di Emanuele Paparo e stucchi sette-ottocenteschi. L'ingresso principale in bronzo, con un portale in granito, è ricco di decorazioni, opera dello scultore Giuseppe Niglia, che narrano le vicende storiche della città. All'interno vi sono opere di pregio quali l'altare maggiore settecentesco in marmo policromo di Francesco Raguzzini, da cui spicca una scultura cinquecentesca a tutto tondo della Madonna della Neve attribuita ad Annibale Caccavello, e un trittico marmoreo rinascimentale, opera dell'artista Gagini, raffiguranti la Madonna delle Grazie, San Giovanni Evangelista e Santa Maria Maddalena, ove è anche possibile scorgere lo stemma della potente famiglia dei Pignatelli. All’interno della cupola, sui pennacchi di questa, sono presenti dei dipinti di Giulio Rubino che raffigurano i quattro Evangelisti[19].

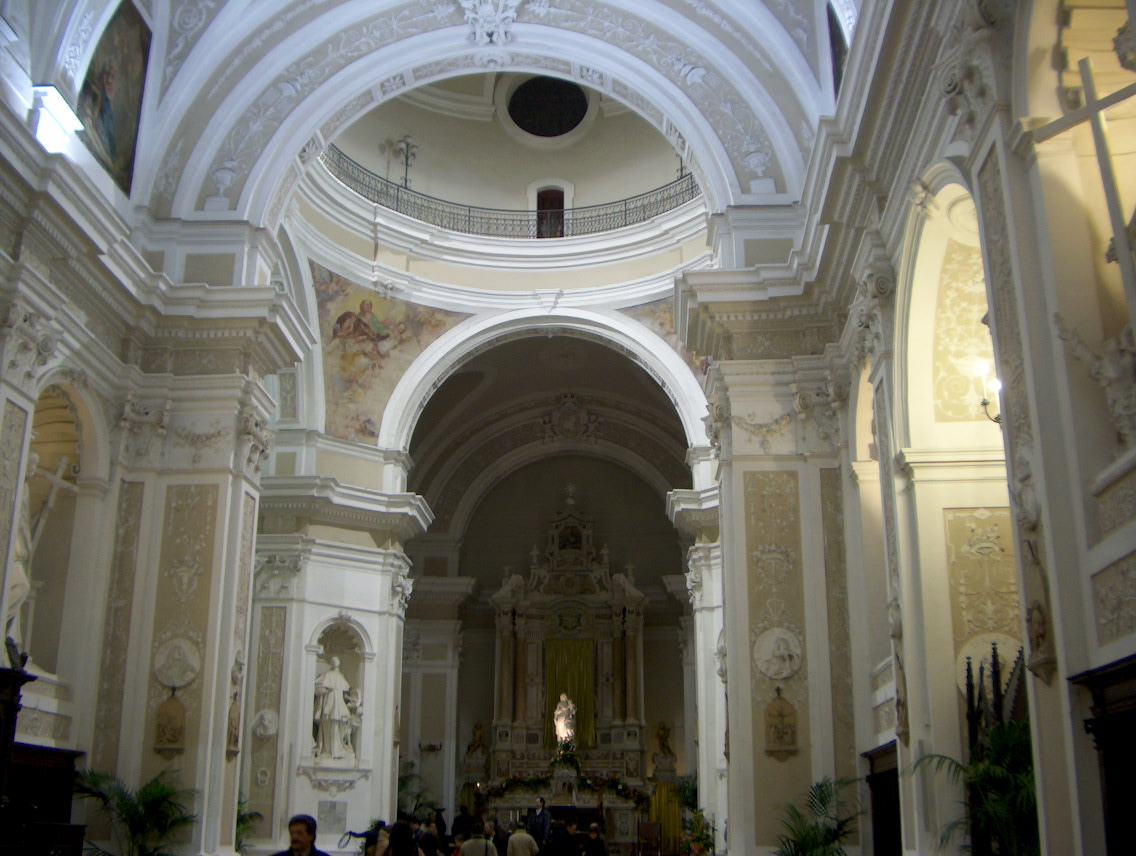
Interno della chiesa di Santa Maria Maggiore
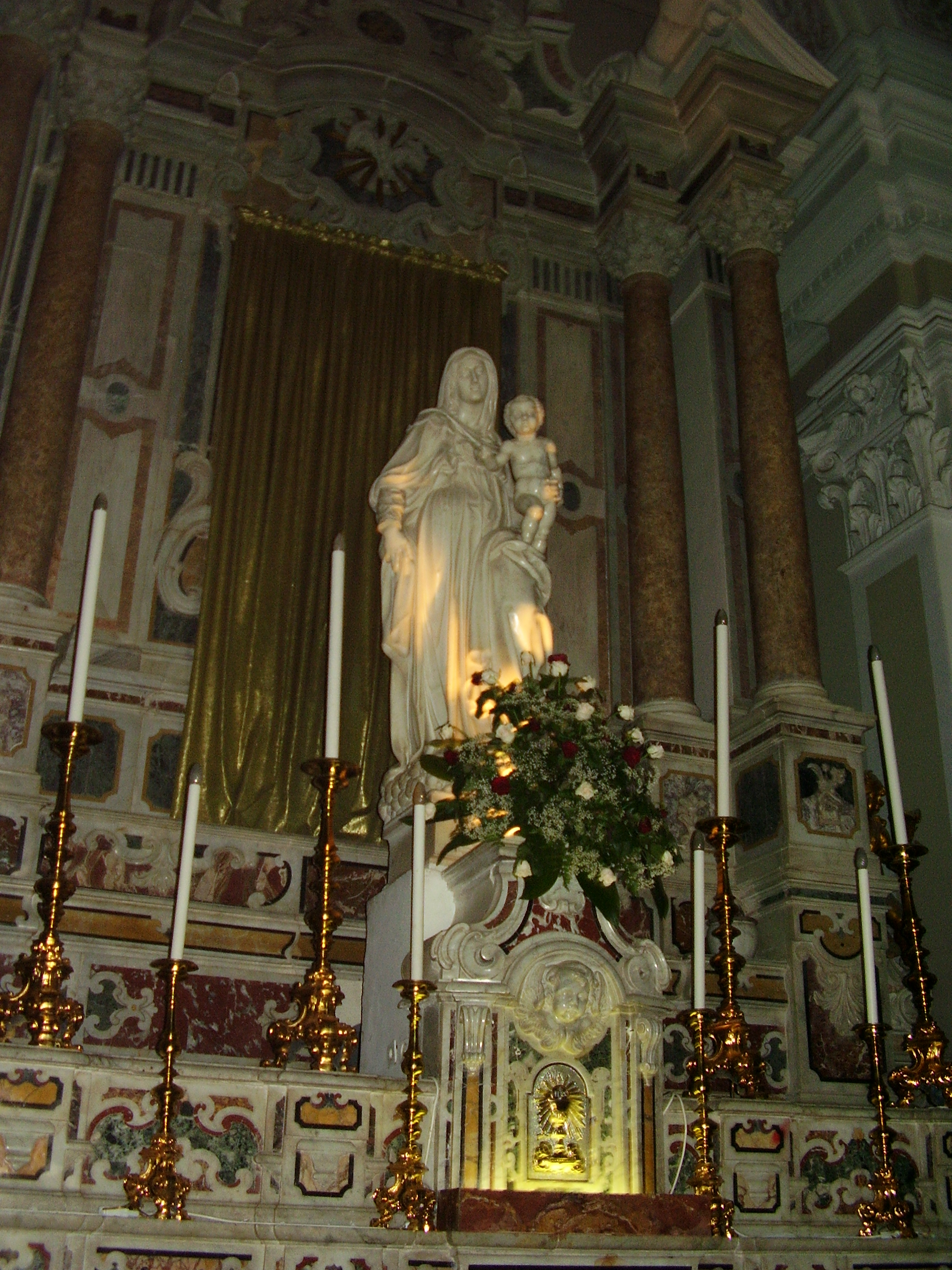
Altare del duomo
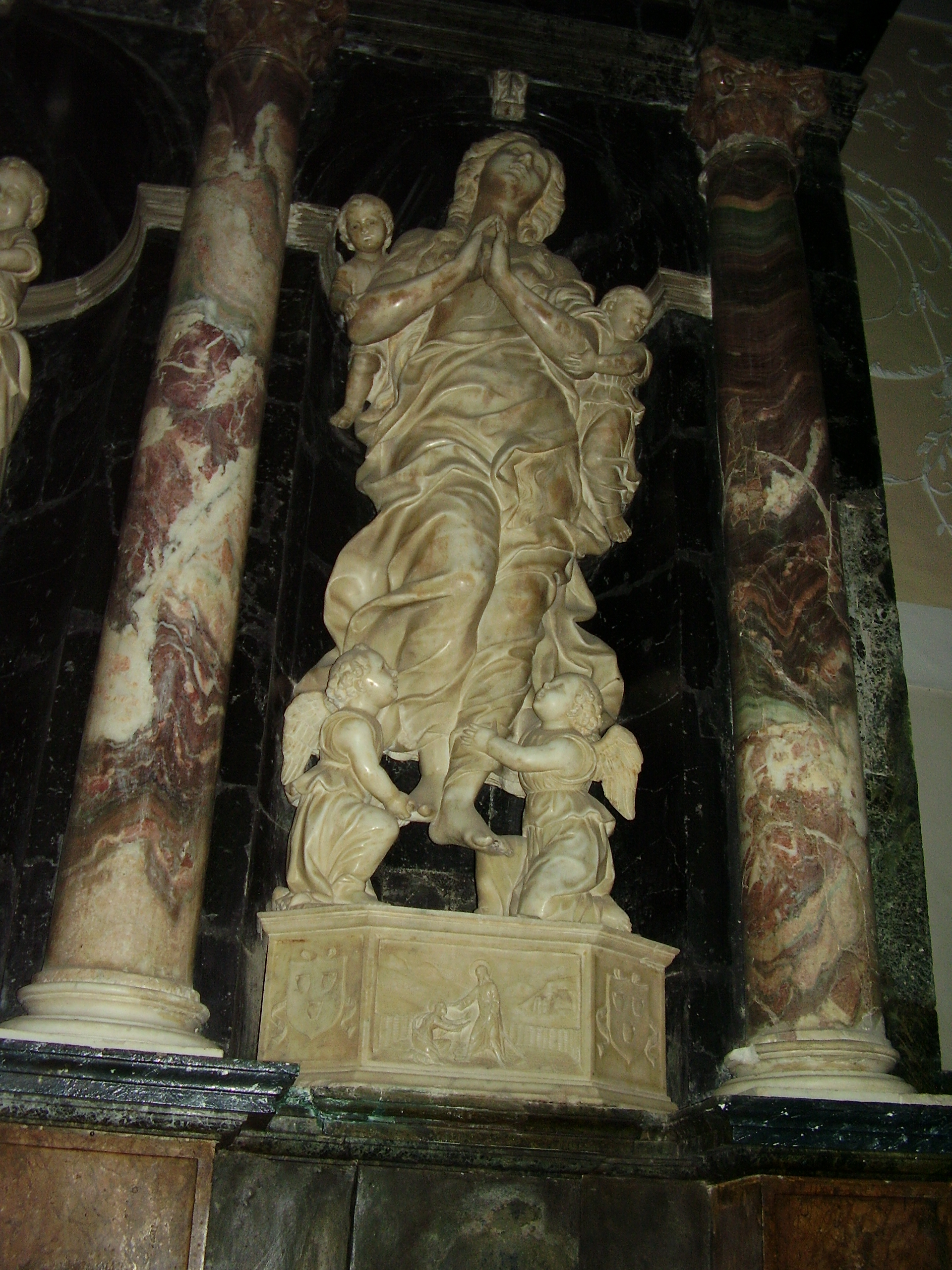
Maria Maddalena di A. Gagini, del trittico in marmo del duomo di Vibo Valentia

- Santuario della Madonna della Salute (chiesa di Santa Ruba): sorge a metà strada fra Vibo e uno dei paesi satelliti della stessa (San Gregorio d'Ippona). Di origini antiche (venne costruita attorno all'anno 1000 sotto papa Callisto II), presenta una cupola d'ispirazione orientale. È detto Chiesa di Santa Ruba dalla località Santa Ruba dove esso sorge[20].
- Chiesa del Rosario: costruita nel 1337 in stile gotico, nella locazione di un preesistente teatro romano fu annessa al convento dei frati minori conventuali. La chiesa, fu più volte ricostruita in seguito a cataclismi (come il terremoto del 1783) e conserva dell'originale stile gotico la cappella De Sirica Crispo; è retta dall'omonima arciconfraternita e conserva all'interno diversi quadri dell'artista locale Giulio Rubino nonché cinque statue lignee policrome dei misteri dolorosi e un Cristo Risorto opera di Ludovico e Domenico Rubino (fratelli del pittore Giulio) che vengono portate in processione durante la Settimana Santa.
- Chiesa del Carmine: risalente al Seicento con annesso il convento, venne ricostruita attorno al 1864 a navata unica in forma ovale. Il convento fu per molto tempo l'ospedale cittadino del popolo.
- Chiesa di Santa Maria degli Angeli: costruita tra il 1621 e il 1666, dapprima annessa al convento dei frati minori riformati (oggi Convitto Nazionale), è dal 1866 curata dai padri cappuccini. Conserva all'interno un Crocifisso ligneo detto "degli Angeli" di ignoto autore del '600, meta di migliaia di devoti che si recano ogni anno, per antica tradizione, in pellegrinaggio nei venerdì di marzo. In più due quadri attribuiti a Luca Giordano e la scultura Madonna con Bambino di Michelangelo Naccherino[21].

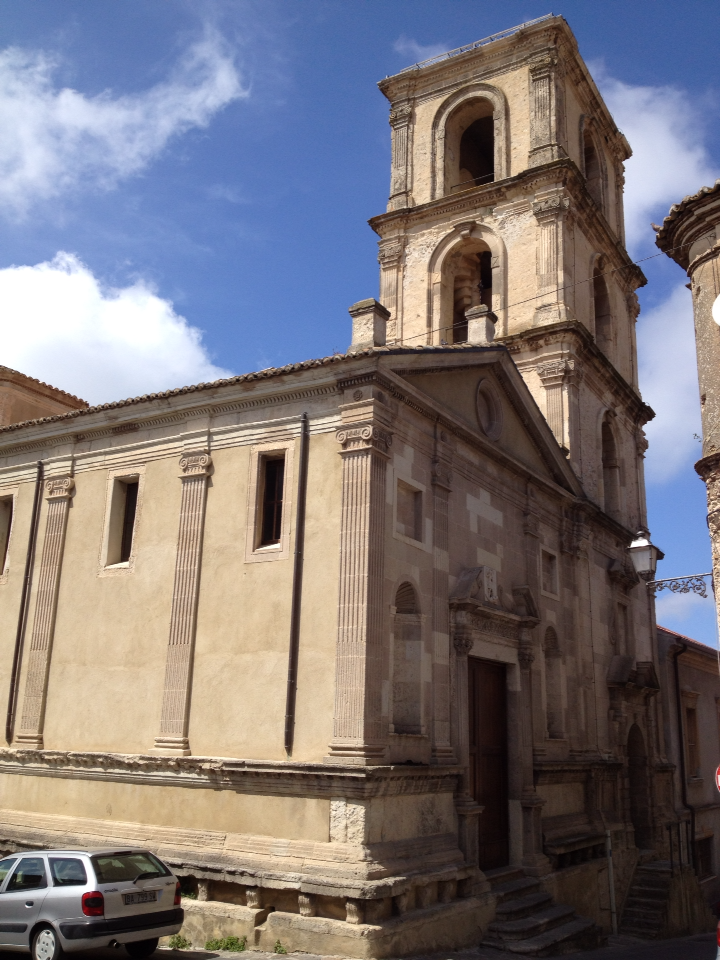
Chiesa di San Michele

- Chiesa di San Michele: si ha traccia di questa antica chiesa, esempio di architettura rinascimentale, dalla data dell'8 agosto 1519, quando il vescovo di Mileto, Andrea Della Valle, la elevò a parrocchia. Il campanile, su probabile disegno di Baldassarre Peruzzi, a torre quadrata, con tre ordini sovrapposti, aveva un orologio il cui meccanismo è stato ritrovato sul posto e sarà conservato in un museo, all'interno vi è un quadro di Luca Giordano San Michele che scaccia Lucifero. Presente anche un dipinto di Ludovico Mazzanti Estasi di sant'Ignazio.

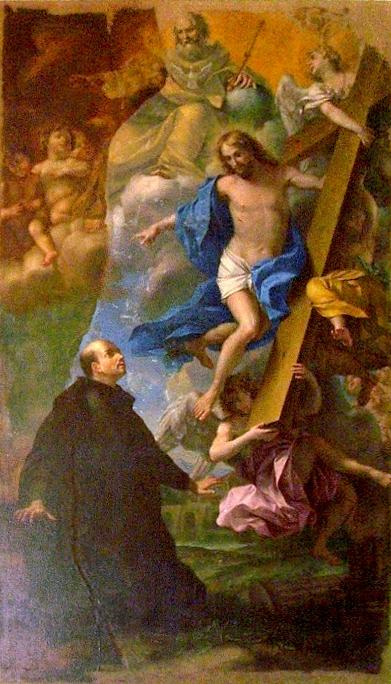
Estasi di Sant'Ignazio, olio su tela di Ludovico Mazzanti, nella chiesa di San Michele

- Chiesa di San Giuseppe: voluta dai Padri Gesuiti e annessa al collegio da loro ivi fondato, venne edificata sulla base di un progetto di Francesco Grimaldi e fu aperta al culto nel 1701 col titolo di Sant'Ignazio o del Gesù; conserva all'interno numerose opere pittoriche tra cui La visione di sant'Ignazio e scultoree come il gruppo ligneo di San Giuseppe sull'altare maggiore; è sede parrocchiale unitamente alla vicina chiesa di San Michele e vi è tuttora attiva la Confraternita di Gesù, Maria e Giuseppe che cura tra l'altro la suggestiva processione della Madonna Desolata la notte del Venerdì Santo[22].
- Chiesa dello Spirito Santo: edificata nel 1579, è tuttora sconsacrata al culto; fu il primo duomo della città prima della costruzione dell'attuale, nonché sede straordinaria e dimora, nel 1613, dell'allora vescovo Virgilio Cappone. Conservava al suo interno molte opere artistiche che, alla sua chiusura furono spostate in altre chiese della città; la parrocchia di cui era sede fu trasferita, pur mantenendo lo stesso titolo, nella vicina chiesa di Santa Maria La Nova.
- Chiesa Santa Maria la Nova: costruita nel 1521 con il nome di Santa Maria di Gesù dal duca Ettore Pignatelli, ne custodisce il sarcofago. Si presenta attualmente con stili diversi e ospita al suo interno un marmo del Gagini. Durante la dominazione napoleonica fu adibita a stalla e deposito militare, fu restaurata e riaperta nel 1837 per volontà di Enrico Gagliardi. All'interno presenti opere del pittore fiammingo Dirk Hendricksz.
- Chiesa di Santa Maria del Soccorso: costruita originariamente attorno al 1632, venne rifatta nel 1791 su disegni di Bernardo Morena.
- La Madonnella: piccola cappella costruita sul sito dell'antico convento dei cappuccini, chiamato appunto "li cappuccini vecchi"; annualmente vi si celebra il culto della Madonna del Buon Consiglio e di sant'Anna.
- Chiesa di Sant'Antonio di Padova: chiesa del XVII secolo annessa al convento dei Frati Minori Cappuccini; all'interno è possibile osservare una tela di Luca Giordano, la Madonna col bambino tra i santi Anna e Felice, e il quadro l'Immacolata con i santi Francesco e Antonio di Padova di Pacecco De Rosa. Di grande interesse è, inoltre, una statua di legno di Sant'Antonio da Padova, scolpita a tutto tondo e a figura intera, dipinta al naturale, opera settecentesca di Ludovico Rubino.[23].
- Chiesa di Sant'Omobono: è situata nel centro storico in località Cerasarella. Ha una sola navata, con annessa una sacrestia composta da due piccoli vani. La chiesa risale al XVII secolo, al suo interno è presente una statua di legno policroma della Madonna della Conciliazione e della Cintura di Fabrizio Frangipane del 1726. Nel 2007, durante i lavori di restauro, nella parte centrale dell’unica navata della chiesetta, sono stati rinvenuti i muri di un’edicola funeraria[24].
- Chiesa della Madonna dei poveri: edificata nel 1839 a spese del sacerdote Giuseppe Colace, è adiacente alla porta urbica medievale del “Conte d'Apice”. Ha un unico vano con soffitto piano. A destra si eleva un campanile a vela. All’interno della chiesa sono presenti il dipinto Il Padre, il Figlio e lo Spirito Santo dell'artista ucraino Yuriy Kuku, e due dipinti dell'artista Antonio La Gamba che rappresentano il Figlio di Dio morto e risorto. Questi due ultimi dipinti sono stati realizzati su tela di juta[25].

### Architetture militari
- Porta e torre del Conte d'Apice (porta della cinta urbica medievale)
- Arco Marzano (porta della cinta urbica medievale)

#### Castello normanno-svevo

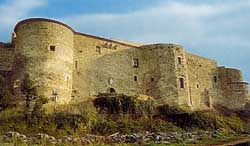
Castello normanno-svevo

Il castello sorge dov'era ubicata probabilmente l'Acropoli di Hipponion che in parte si estendeva pure sulla collina vicina. Nonostante la prima fase di costruzione della struttura venga volgarmente attribuita all'età normanna, in realtà, essa risale al periodo svevo quando Matteo Marcofaba governatore della Calabria venne incaricato da Federico II di ripopolare e favorire lo sviluppo della città. il castello venne ampliato da Carlo d'Angiò nel 1289 quando assunse più o meno un aspetto simile a quell'odierno. Fu rafforzato dagli Aragonesi nel XV secolo e infine rimaneggiato dai Pignatelli tra il XVI-XVII secolo, perdendo quasi del tutto la funzione militare e assumendo invece quella di abitazione nobiliare. Il secondo piano fu demolito di proposito, in quanto pericolante, a causa dei danni riportati dopo il terremoto del 1783. Il castello presenta oggi delle torri cilindriche, una torre speronata e una porta a un'arcata di epoca angioina. È oggi sede del Museo archeologico statale.
Delle ultime due fasi rimangono, almeno in pianta 8 torri circolari. Qualcuna di esse si è conservata oltre le fondamenta, in particolare una che raggiunge circa i 4 metri di altezza. Queste torri dovevano essere alte in origine circa 10 metri.

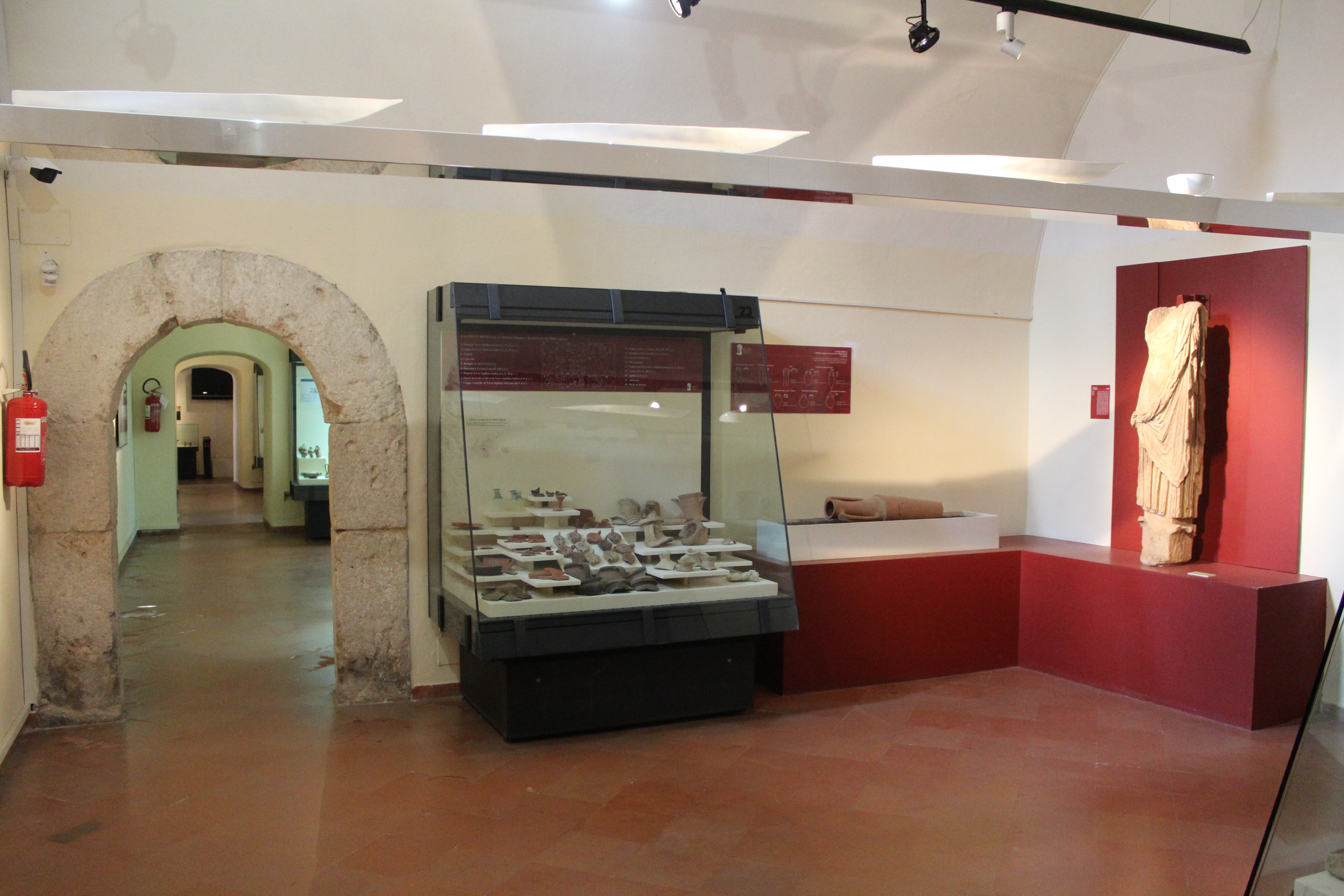
Una sala del Museo archeologico statale Vito Capialbi

#### Castello di Bivona
Il castello di Bivona venne fatto edificare nella prima metà del Quattrocento da Mariano d'Alagno fratello di Ugone e di Lucrezia, governatore di Monteleone, a difesa del porto. Il castello ha una pianta più o meno rettangolare con quattro torri circolari agli angoli. Venne abbandonato alla fine del Seicento per la formazione di paludi nelle vicinanze. Da allora il castello è rimasto in totale stato di abbandono; da poco è iniziato il restauro che lo renderà nuovamente agibile.

### Architetture civili
- Palazzo Capialbi

Sito in via Ruggero il Normanno, ai piedi del Castello, il palazzo, di 1500 m², è stato costruito alla fine del XVII - inizi del XVIII secolo, su preesistenti costruzioni del '400 e '500 forse appartenenti ai Pignatelli e al governo di Monteleone. Presenta una facciata in muratura mista, a vista, su cui si apre il portale d'ingresso con arco a tutto sesto in granito, formato da conci diversamente lavorati. Al suo interno è custodita una ricca collezione archeologica e un'importante biblioteca, tra cui spicca un foglio autografo di Giacomo Leopardi, ospite in passato del palazzo, contenente la poesia da egli composta, L'infinito.
- Palazzo Cordopatri

Il palazzo fu fatto costruire da Antonino Cordopatri nel 1784, su alcuni ruderi di un'antica costruzione del 600 andata distrutta durante il terremoto del 1783. Ubicato nella via omonima, sorge nel cuore della Vibo vecchia ed è una fra le prime costruzioni sorte dopo il 1783, come è evidenziato dagli elementi decorativi neoclassici del prospetto principale. Lo stato di conservazione dell'edificio, soprattutto della parte centrale, è pessimo. Lesioni, parti mancanti, crepe, umidità stanno avendo il sopravvento sulle strutture murarie interne ed esterne.

#### Palazzo Romei
Il palazzo, ubicato in via F. Cordopatri, venne costruito alla fine del Quattrocento da Giovanni Andrea Romei su progetto di Leon Battista Alberti. L'edificio ha la forma di un parallelogramma, posto su tre livelli. Di una bellezza particolare sono i suoi balconcini con ringhiera in ferro battuto a "pancia", realizzati con listelli volutiformi e applicazioni floreali. All'interno è visibile un affresco con lo stemma gentilizio della famiglia Sacco, in possesso del palazzo dalla metà del 1600 al 1730.

#### Altri palazzi
- Palazzo di Francia

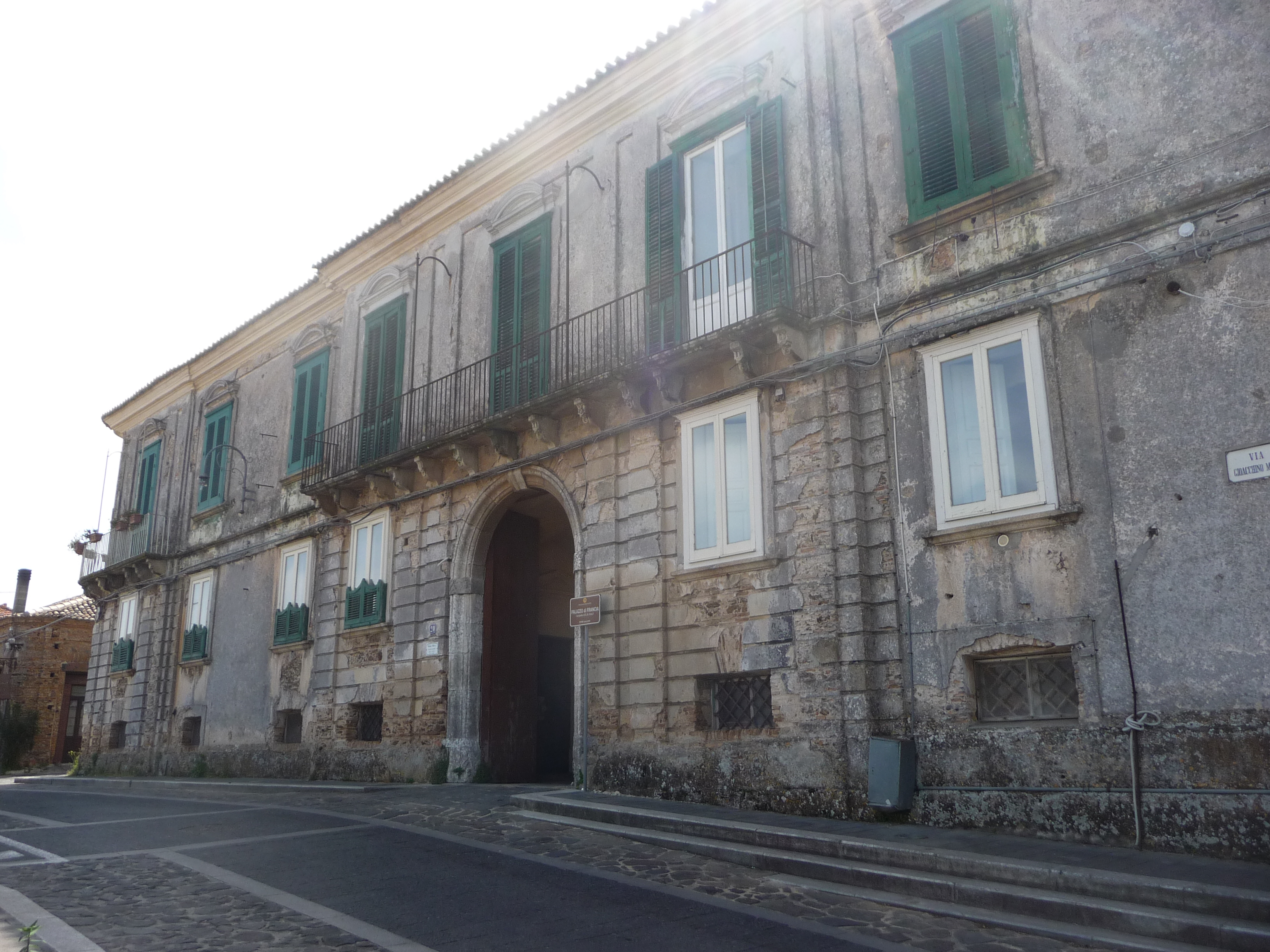
Palazzo di Francia

Il palazzo sorge sulla parte più alta di via Gioacchino Murat, via che prese questo nome per la presenza del Murat in casa del Marchese, durante il suo breve regno. L'edificio di 1800 m², ricorda vagamente alcune ville vesuviane del Settecento, come villa Campolieto e villa De Gregorio a Roma, per alcuni spunti della facciata, e per la concezione dell'atrio opposto all'entrata del parco. Elementi vanvitelliani concorrono a darne un gusto chiaramente classico. Il palazzo da poco più di un decennio è sottoposto a vincolo di tutela unitamente al parco.
- Palazzo Gagliardi

Alla fine del XVIII secolo, sull'area occupata precedentemente dalla chiesa dei Santi Marco e Luca, sorgeva il primo palazzo Gagliardi, di dimensioni ridotte e che aveva pregevoli pitture di Emanuele Paparo e Michele Pagano. Nel 1860 vi soggiornò Giuseppe Garibaldi, come è ricordato da una lapide sull'attuale facciata. L'edificio venne demolito nel XIX secolo per dar posto a un altro più grande. Fu donato nel 1952-53 all'Associazione per il Mezzogiorno per utilizzarlo a scopi culturali e successivamente dall'associazione passò al Comune della città. In passato ha ospitato il Museo archeologico. È attualmente sede dell'Istituto Italiano di Criminologia.
- Palazzo Marzano

Palazzo Marzano sorge al centro del quartiere Marzano, nei pressi della chiesa di San Michele. È di proprietà della famiglia Marzano sin dal 1658. Il palazzo a forma di E, ha un certo valore artistico soprattutto per il bellissimo portale d'ingresso, formato da una serie di cornici allineate verticalmente. Nella struttura del palazzo non sono state effettuate modifiche sostanziali. Un piccolo intervento si ebbe nel 1700 quando, per motivi di eredità, venne realizzata una parete divisoria nella sala principale.
- Palazzo Stagno d'Alcontres

Il palazzo apparteneva alla famiglia di Francia, quando nel 1927 confluì nel patrimonio della famiglia messinese degli Stagno per lascito testamentario del cavaliere Antonio di Francia alla nipote Teresa Stagno d'Alcontres.
- Palazzo Gagliardi - oggi Murmura

Il palazzo fu fatto costruire dai Marchesi Gagliardi, passando poi all'attuale famiglia in seguito al matrimonio di un rappresentante della stessa con Antonietta Gurgo vedova Gagliardi. A due piani, di 1700 m², sorge su piazza Garibaldi, fra il palazzo Gagliardi e la chiesa di Santa Maria degli Angeli. Al piano terra due ampi portali con arco a tutto sesto immettono, attraverso un imponente androne, negli appartamenti padronali
- Palazzo Froggio

Fatto costruire alla fine del '700 dal Barone Domenico Antonio Froggio (i Froggio vennero conosciuti fino ad ottocento inoltrato come "Baroni di Santo Stefano") ed è appartenuto a questa famiglia fino al 2013. È situato in via Marconi (antica piazza di Majo). Si tratta di una palazzina che richiama, non certo per la sontuosità, l'architettura civile settecentesca napoletana (forse unico esempio di questo stile tra i palazzi vibonesi). Degni di rilievo sono l'atrio e la bella scalinata.
- Villa Cordopatri

### Siti archeologici
- Mura greche di Hipponion

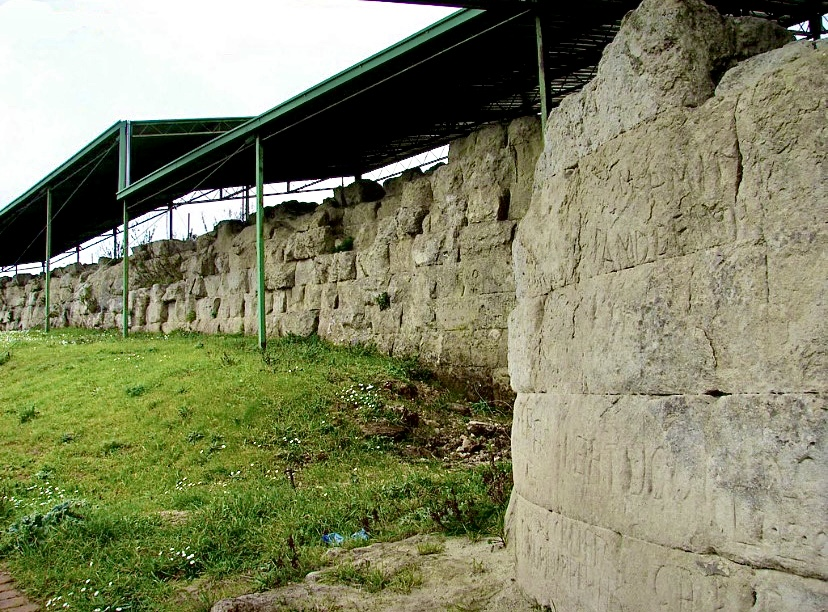
Mura greche di Hipponion

Situate in località Trappeto Vecchio, sono le mura difensive della città della Magna Grecia Hipponion. Si distendono per circa 500 metri e sono costituite da blocchi squadrati di arenaria e calcarenite del VI secolo a.C. per la prima fase costruttiva. I blocchi sono disposti a doppio paramento con muretti trasversali di collegamento, il riempimento interno è in argilla.
- Terme e domus romane di Vibonia

Situate in località Sant'Aloe. Constano di un impianto termale riferito alla città romana di Vibonia del II secolo d.C. e diverse domus, di una è presente il peristilio, quasi tutte pavimentate con mosaici policromi. Il complesso termale è articolato in frigidarium, calidarium e palestra, forse connesso a un'abitazione a carattere pubblico.
L'impianto termale è arricchito da diversi mosaici policromi figuranti divinità, creature mitologiche o animali.
- Tempio dorico di Persefone

Rinvenuto da Paolo Orsi nel 1916, è situato all'interno del Parco delle Rimembranze, località Belvedere Grande-Telegrafo. Il tempio è periptero riferibile al VI-V secolo a.C. Le dimensioni sono di 17,10 × 37,45 m.
- Tempio ionico di Kore-Persefone-Demetra

In località Cofino sono presenti i resti archeologici di un tempio ionico dedito al culto di Persefone e Demetra. 
A Cofino sono stati portati alla luce i resti di un tempio ionico (fine V-inizi IV secolo a.C.). Sono stati ritrovati due depositi sacri, uno individuato da strutture e l'altro da statuette raffiguranti Demetra, madre di Persefone, con i tradizionali attributi del porcellino e della fiaccola a croce. Il santuario ubicato sull'altura del Cofino fu utilizzato dalla fine del VI secolo a.C. e almeno fino al IV secolo a.C.; il sito sembra essere stato abbandonato in pieno periodo romano, quando nella zona furono costruite alcune abitazioni.
- Necropoli greca

Sita in località Scrimbia, una necropoli del VII secolo a.C. da cui provengono numerosi reperti ospitati all'interno del Museo archeologico statale Vito Capialbi.
- Tempio dorico Cava Cordopatri

Sito nei pressi della Cava Cordopatri, nelle immediate vicinanze del Castello normanno-svevo, è un tempio dorico, naiskos, databile al V secolo a.C..
- Battistero paleocristiano, edificio ellenico, domus romana di Piazza San Leoluca

Situati in piazza San Leoluca, sono stati scoperti il 5 febbraio 2014 durante i lavori di rifacimento della piazza. Gli scavi hanno messo in luce le vestigia di un edificio di epoca ellenica, una domus romana di età imperiale ornata con un mosaico e un battistero di epoca paleocristiana, scoperta di particolare interesse unica nel suo genere in Calabria.
- Fornaci romane

Sito archeologico rinvenuto nel 2009 al di sotto del palazzo municipale, in piazza Martiri d'Ungheria, durante i lavori di ampliamento di questo. Si tratta di un intero quartiere artigianale di epoca Romana comprensivo di tre fornaci di diverso tipo, un pozzo e una cava di estrazione dell'argilla.
• Resti di strutture abitative dell’età ellenistica
Situata all’interno della Villa comunale "Nazzareno Cremona" è presente un’area rettangolare, 12 metri per 4, ove sono visibili resti di strutture murarie pertinenti a più unità residenziali del periodo ellenistico riferibili a più epoche storiche databili tra gli ultimi decenni del V e gli inizi del IV secolo aC e gli ultimi decenni del IV e il II secolo a.C.

### Aree naturali protette
- Parco Marino Regionale Fondali di Capocozzo – S. Irene – Vibo Marina – Pizzo Calabro – Capo Vaticano e Tropea, (noto anche come Parco Marino Regionale Costa degli Dei, istituito con Legge Regionale n. 13 del 21 aprile 2008). La sede del Parco Marino Regionale è a Vibo Valentia.[37]

### Parchi urbani

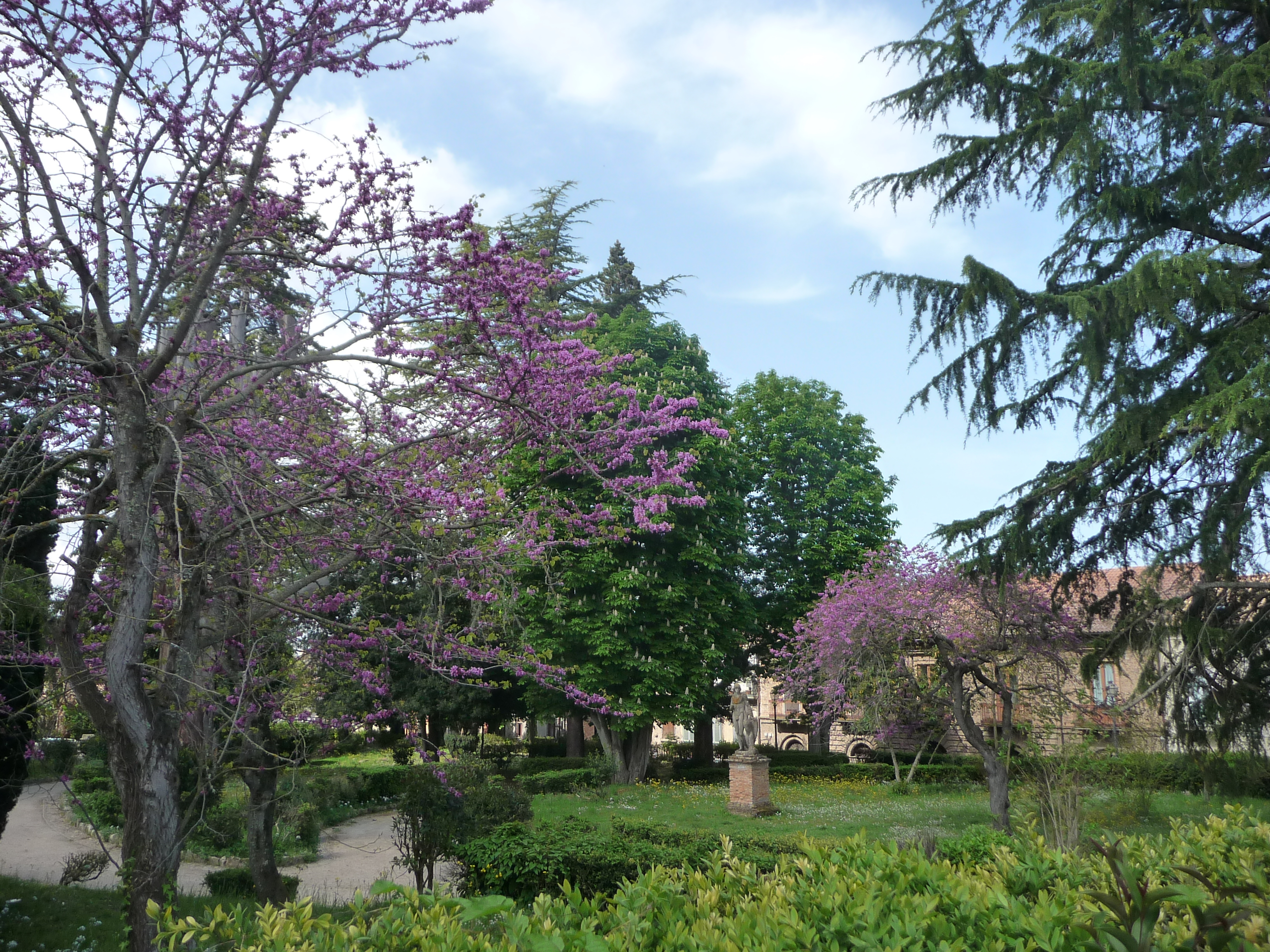
Il giardino della Villa comunale

- Villa comunale "Nazzareno Cremona" (già Villa Regina Margherita)
- Villa Gagliardi (classica villa gentilizia con strutture architettoniche e artistiche per lo più andate perdute, vegetazione italiana e alberi secolari)
- Parco Botanico palazzo Di Francia
- Parco Urbano, quartiere Moderata Durant
- Parco delle Rimembranze, Piazza d'Armi (con stele dedicata all'eroe dei due mondi Giuseppe Garibaldi)

## Società

### Evoluzione demografica
Dopo il boom degli anni sessanta, la città degli anni settanta subì una sostanziale stabilizzazione dell'evoluzione demografica. L'aumento dell'attività edilizia nel corso degli anni ottanta consentì alla città di "recuperare" il trend demografico positivo che aveva caratterizzato i decenni precedenti. Nel 2001, tuttavia, la popolazione della città risulta in diminuzione rispetto alle rilevazioni precedenti.
Come quasi tutte le medie città calabresi in evoluzione durante gli anni novanta (vedi ad esempio Cosenza nei confronti di Rende), Vibo Valentia ha subito negli ultimi anni un progressivo spopolamento del centro a tutto vantaggio dei limitrofi comuni di Jonadi, Sant'Onofrio, Stefanaconi, San Gregorio d'Ippona, Maierato e Pizzo.
È allo studio una proposta di fusione con altri 13 comuni limitrofi e portare così la popolazione a circa 80 000 unità.
Abitanti censiti

Popolazione storica (migliaia)

### Etnie e minoranze straniere
Al 31 dicembre 2023 gli stranieri residenti nel comune erano 1433, ovvero il 4,62% della popolazione. Di seguito sono riportati i gruppi più consistenti:
- Marocco 325
- Romania 277
- Bulgaria 174
- Ucraina 165
- Cina 79
- Polonia 49
- Nigeria 36

### Lingue e dialetti
Il calabrese meridionale, come tutti i dialetti, si è evoluto negli anni. L'idioma ellenico, nato dal greco dei coloni ellenici che fondarono varie colonie, fra le quali la stessa Hipponion, fu parlato come in altre zone della regione anche nel periodo romano, insieme al latino, e poi fino all'età bizantina.

### Tradizioni e folclore

#### Persefone
La mitologia racconta che là, dove l'aspro sperone del monte Ipponio si protende sul mare di Lampetia, la giovane dea Persefone-Kore, figlia di Zeus, chiamato in italiano Giove versore, e di Demetra, fu rapita un giorno da Plutone che la costrinse a seguirlo nell'Averno su un carro trainato da cavalli furenti. Il padre Zeus dispose che trascorresse i mesi dell'inverno nell'Ade e i mesi estivi sulla terra. In quel luogo fu innalzato un tempio e le fanciulle dell'antica Veip (odierna Vibo Valentia), in primavera, vestite a festa, con la testa cinta di fiori, rendevano omaggio alla dea.

#### Diana Recco
Diana Recco fu una leggendaria eroina monteleonese (vibonese) del XVI secolo. In quel periodo Vibo Valentia era sotto il dominio della signoria del tiranno Del Tufo, il quale represse duramente una rivolta facendo giustiziare a morte sette cittadini ed esponendo le loro teste sui torrioni del castello. Diana Recco, sorella e figlia di due dei rivoltosi che furono uccisi, si fece vendetta dopo dieci anni dall'evento pugnalando Del Tufo.

#### Azzo duce di Calabria
Azzo duce di Calabria alla testa di mille Valentini rigettò in mare le orde Saracene che volevano distruggere la romana Valentia.
Per celebrare la vittoria, per un arco di tempo di venti anni, Vibona Valentia tramutò il nome in "Millarmi".

#### Gruppo folk
La città si fa fregio di un gruppo folkloristico, il "Gruppo folk città di Vibo Valentia", il quale negli anni ha avuto modo di partecipare numerose volte all'Europeade, nelle capitali di mezza Europa e ad altre manifestazioni nazionali e internazionali.

#### I riti della Pasqua
In passato il mercoledì Santo veniva celebrata l'Opera Sacra, cioè la passione vivente di Cristo.
Il giovedì Santo, le chiese allestiscono i "Sepolcri" (altare della reposizione) che, dopo la Missa in Coena Domini, ricevono il pellegrinaggio di migliaia di persone. La tradizione, in particolare, vuole che se ne visitino in numero dispari.
Il venerdì Santo, dalla chiesa del Rosario esce la processione dei Misteri Dolorosi tradizionalmente chiamata dei "Vari" dove sfilano le statue che raffigurano i vari momenti della Passione e Morte di Cristo accompagnate dalla banda che intona delle marce funebri. A tarda sera, molto suggestiva è la Processione della Madonna Desolata, partendo dalla chiesa di San Giuseppe con musica e lumi ad acetilene seguita da una marea di popolo commosso e silenzioso che accompagna per le strade cittadine la statua dell'Addolorata.
La domenica di Pasqua, infine, ha luogo la cosiddetta Affruntata: tra due ali di folla la Madonna Addolorata e San Giovanni vanno alla ricerca del Cristo Risorto. Il momento più suggestivo è dato dall'incontro tra la Madonna e il Cristo Risorto: nell'attimo dell'incontro, infatti, alla statua della Madonna viene strappato il velo nero, segno del lutto, per far spazio a un vestito azzurro e bianco, simbolo della festa della Resurrezione. La tradizione vuole che, se il velo nero rimane al suo posto, grandi sciagure attendono la città. È per questo motivo che la comparsa del vestito azzurro e bianco viene salutata con un lungo applauso liberatore; segue poi una breve processione con le tre statue.

### Istituzioni, enti e associazioni

#### Ospedali
- Ospedale civile di Vibo Valentia Giulio Vespasiano Jazzolino
- "Villa dei Gerani" (istituto di cura privato)[43]

## Cultura

### Marco Tullio Cicerone a Vibo Valentia
(Marco Tullio Cicerone, Verrine, Vv 16)
Marco Tullio Cicerone sostò a Vibo Valentia nel 71 a.C., nel 58 a.C. e nel 44 a.C. La fonte storica di queste soste è lo stesso Cicerone, che ne dà dettagliate notizie nelle Lettere e nelle Verrine.

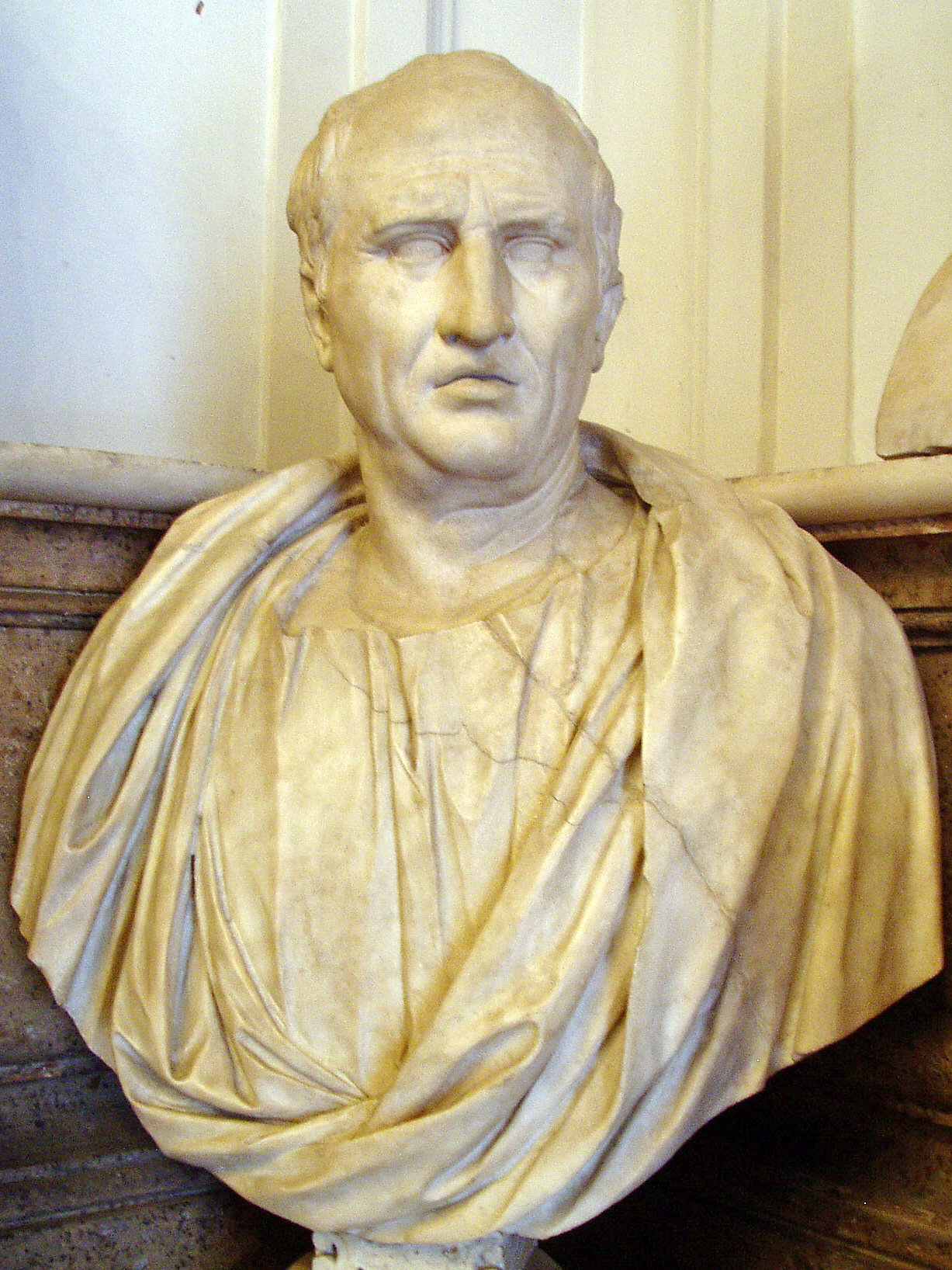
Busto marmoreo di Cicerone (Musei Capitolini)

Nel 71 a.C. sostò a Vibo durante il suo viaggio verso la Sicilia, dove si recò accompagnato dal cugino Lucio Tullio per raccogliere prove e testimonianze relative al processo contro il pretore Verre. Si fermò alcuni giorni nella città, venendo a conoscenza di numerosi dettagli per l'accusa. La zona costiera di Vibo Valentia, infatti, soffrì gravi danni a causa delle incursioni piratesche da parte di gruppi di Italici con cui Verre era connivente. A tal proposito, nel processo Cicerone disse:
(Cic. Verr., V, 16)
La sosta del 58 a.C., presso la villa dell'amico Sicca, è documentata invece nella lettera ad Attico: Cicerone, nel marzo dello stesso anno lascia Roma su consiglio dello stesso Attico per sfuggire alla lex Clodia. Nella lettera, scritta nel viaggio tra Capua e Vibo si legge:
(Cic. Att., III, 3)
Alla morte di Cesare, Cicerone viene richiamato a Roma, ma deve di nuovo partire a causa della pericolosa situazione venutasi a creare nello scontro con Antonio. È così che nel 44 a.C. sosta nuovamente a Vibo da dove scrive ad Attico:
(Cic. Att. XVI, 6)

### Eventi culturali
Nel 2021 la città è stata nominata Capitale italiana del libro dal ministro della cultura Dario Franceschini.

### Istruzione

#### Biblioteche
- Biblioteca Comunale
- Biblioteca "Vito Capialbi"
- Biblioteca Sistema Bibliotecario Vibonese
- Biblioteca Archivio di Stato di Vibo Valentia
- Biblioteca Liceo "Morelli"
- Archivio di Stato
- Archivio Storico Comunale
- Archivio "Marchesi Caracciolo"
- Archivio Storico Morelli

#### Università
- Politecnico Internazionale "Scientia et Ars", la prima università della musica d'Italia[senza fonte], fondata nel 2003.
- Conservatorio di Musica "F. Torrefranca", fondato nel 1970 e dedicato al musicologo nativo di Vibo Valentia.
- Accademia delle belle arti "Fidia"
- Istituto Italiano di Criminologia degli studi di Vibo Valentia

#### Musei

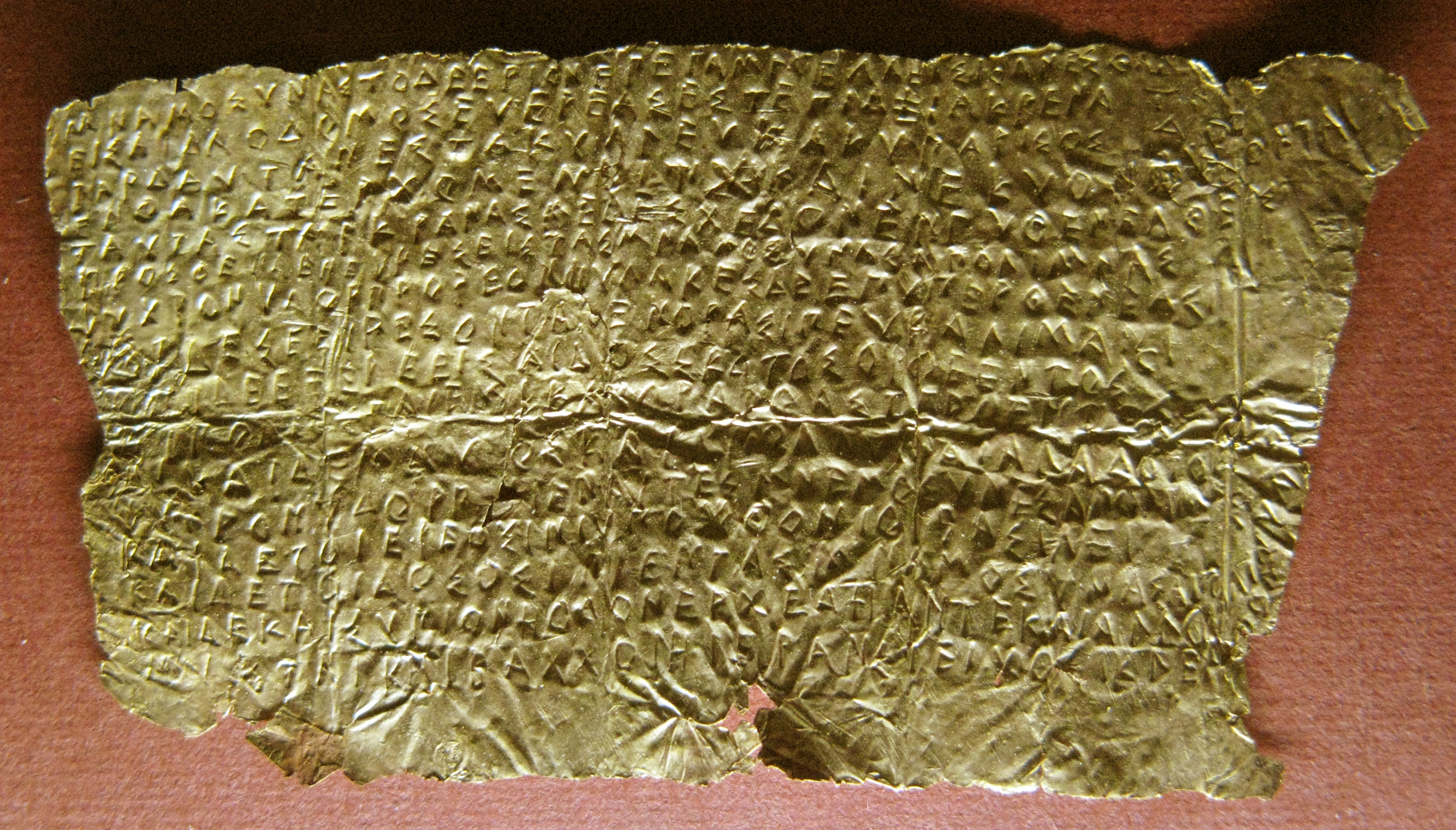
Rarissima laminetta orfica

- Museo archeologico statale Vito Capialbi, fondato nel 1969, dal 1995 è ubicato nelle sale del Castello Normanno-Svevo. All'interno del museo è possibile trovare reperti archeologici rinvenuti in varie aree della città, soprattutto relativi alle epoche greca e romana. Attenzione particolare merita la laminetta aurea, databile al V-IV secolo a.C., la più completa nel testo tra quelle rinvenute in Magna Grecia, che dà indicazioni topografiche e comportamentali nell'Ade per i trapassati appartenenti al culto misterico orfico-dionisiaco.
- Museo dell'arte Sacra, contiene una raccolta 150 pezzi tra opere d’arte del Duomo e pezzi provenienti da donazioni private. Di particolare interessi una “Madonna col Bambino” e “San Luca” e alcune statue in marmo di Antonello Gagini, 10 statuine in bronzo dorato di Cosimo Fanzago, 5 plastici di Francesco Jerace, un dipinto di scuola senese del 1508 raffigurante Santa Caterina. Sono conservati anche paramenti sacri e argenti.
- Museo dei marchesi di Francia, comprende una notevole collezione di artisti di scuola napoletana operanti tra il XVII e il XIX secolo, degni di nota i quadri di Luca Giordano e interessanti opere paesaggistiche della scuola di Salvator Rosa. Il palazzo fu la residenza del Re di Napoli Gioacchino Murat durante i suoi lunghi soggiorni in Calabria.
- Museo della tonnara
- Museo della civiltà contadina
- Museo di arte contemporanea Limen[46][47]
- Casa Museo Maria e Antonino Murmura[48]

### Media
| Quotidiani                                                                           | TV                                   | Radio                                                                                       |
| ------------------------------------------------------------------------------------ | ------------------------------------ | ------------------------------------------------------------------------------------------- |
| - Il Quotidiano - Gazzetta del Sud - Zoom24 - Il Vibonese - Il Meridio - Il Vizzarro | - LaC - Calabria TV - Il Vibonese TV | - Radio Onda Verde - Radio Lattemiele - Radio Juke Box - Radio Speranza - Radio 2000 Stereo |

### Teatro
- Teatro Comunale
- Teatro Salesiano
- Teatro Valentini (attualmente dismesso)

### Cinema
Nel 2002, nelle vie del centro storico della città, viene girato il film "Un mondo d'amore" per la regia di Aurelio Grimaldi, la cui storia tratta un pezzo di vita di Pier Paolo Pasolini. La maggior parte delle scene sono state girate nei palazzi del Settecento della città vibonese.

### Cucina
Tipico piatto di Vibo Valentia è la fileja, una caratteristica pasta fatta in casa che viene arrotolata su un ferretto e poi condita con ragù di carne.
Caratteristici del territorio vibonese sono percorsi enogastronomici della cucina tipica regionale.

## Frazioni

### I Circoscrizione
- Longobardi
- San Pietro (nota anche come San Pietro di Bivona[50])

### II Circoscrizione
- Vena Superiore
- Vena Media
- Vena Inferiore
- Triparni

### III Circoscrizione
- Piscopio

### IV Circoscrizione
- Vibo Valentia Marina
- Bivona
- Portosalvo

### V Circoscrizione
- Vibo Valentia (Centro Cittadino)[51]

## Economia

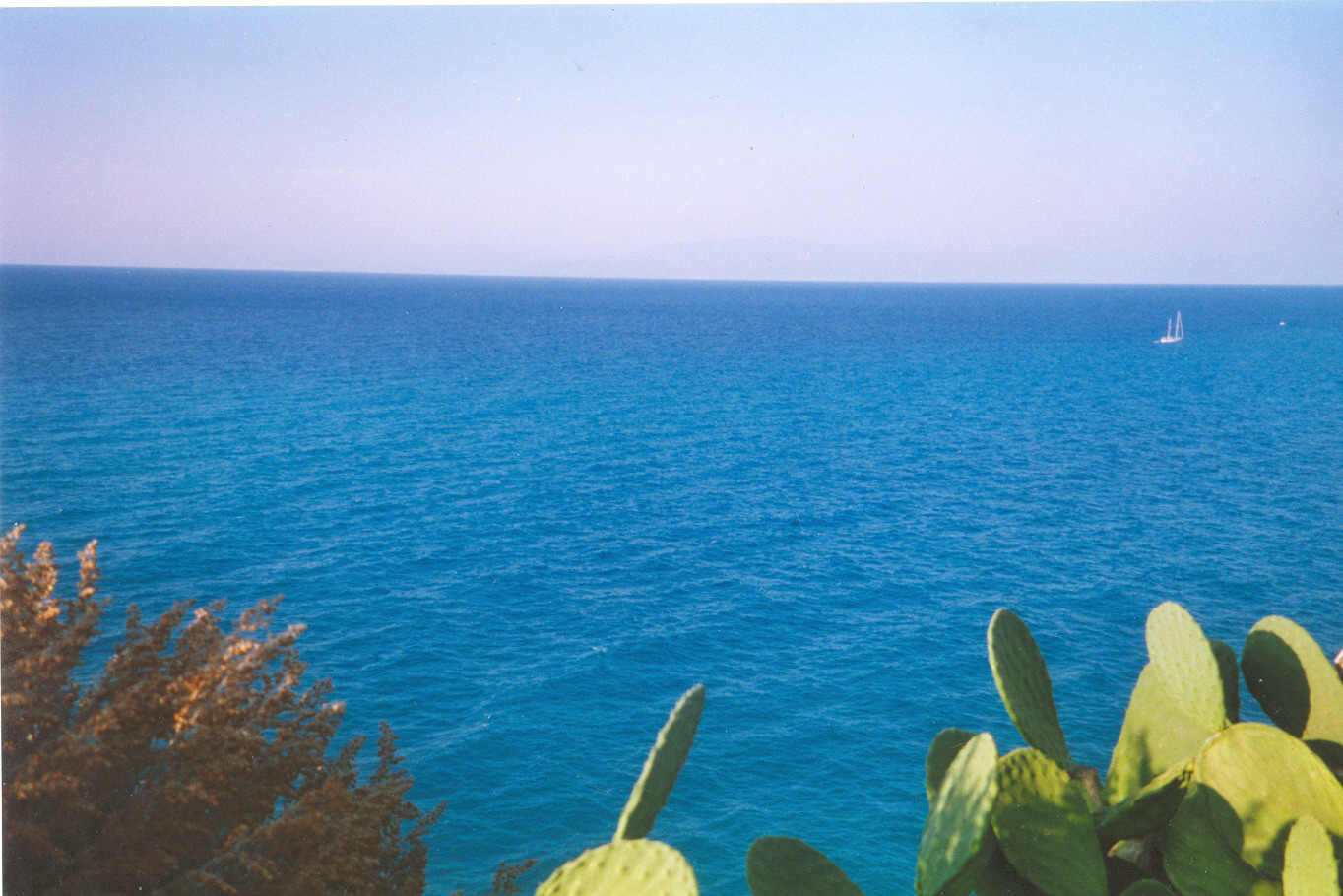
Il mare di Vibo Valentia

L'economia del comune di Vibo Valentia si basa sulla produzione agricola, sull'artigianato, sull'industria, sul porto e sul turismo.

### Artigianato
Andando verso l'entroterra cambia il paesaggio e ci si addentra verso l'altopiano e il Parco Naturale Regionale delle Serre che ospita fra le altre l'oasi del lago Angitola. Qui è particolarmente florido l'artigianato nella zona della Serre (Soriano e Sorianello) con la lavorazione del vimine e della ceramica. Presso Serra San Bruno vi è il museo della Certosa, la più antica esistente in Italia.

### Industria
Il nucleo industriale è situato nella zona tra Vibo Marina, Porto Salvo e località Aeroporto, nella quale sorgono importanti piccole, medie e grandi imprese, ma non mancano aziende internazionali che progettano e realizzano impianti industriali e petrolchimici e i relativi componenti meccanici.
Nel comune di Maierato è presente lo stabilimento della Tonno Callipo, rinomata industria di tonno, la quale dà il nome all'omonima squadra di pallavolo della città. Nel comune di Limbadi ha sede la Distilleria Caffo, nota azienda di produzione e distribuzione di bevande alcoliche, nota in particolare per il Vecchio Amaro del Capo.

### Servizi
Uno degli elementi di maggior spicco dell'economia vibonese è senza dubbio il commercio che vede nel centro commerciale Vibo Center (il secondo della Calabria) e nei corsi Vittorio Emanuele III e Umberto gli apici.

### Turismo
seconda terra, e qui sono venuto a vivere. Sto su un promontorio alto sul mare e un panorama stupendo»
(Giuseppe Berto)
Vibo Valentia è situata presso la costa degli Dei, un'importante area turistico-balneare della Calabria.

## Infrastrutture e trasporti

### Strade
- Autostrada A2 uscita Pizzo (direzione Vibo Marina)
- Autostrada A2 uscita Sant'Onofrio - Vibo Valentia (direzione Centro)
- Autostrada A2 uscita Gerocarne - Soriano Calabro (già Serre; direzione Vibo Valentia Sud)
- Strada Statale SS18 Napoli - Reggio Calabria
- Strada Statale SS182 Vibo Valentia - Soverato
- Strada Statale SS606 Sant'Onofrio - Vibo Valentia
- Strada Statale SS19 - Bivio Angitola

### Ferrovie
- Stazione ferroviaria FS di Vibo Valentia-Pizzo.
- Stazione ferroviaria FS di Vibo Marina.

### Porti
Il porto di Vibo Marina è un'importante base commerciale e turistica per attività quali la commercializzazione di pesce, frumento e petrolio; dal porto partono durante il periodo estivo collegamenti per le Isole Eolie.
Numerosi cantieri per la manutenzione di piccole e medie imbarcazioni sorgono all'interno della struttura. Nella zona del porto è presente la sede degli uffici doganali (frazione di Vibo Marina).

### Aeroporti
- Aeroporto ed eliporto militare di Vibo Valentia "Luigi Razza".

## Amministrazione

### Gemellaggi
- Corleone in onore di san Leoluca, patrono di entrambe le città, nato in Sicilia, vissuto e morto in Calabria
- Ruda Śląska
- Vrnjačka Banja
- Ituzaingó
- Gaziantep

## Sport

### Pallavolo

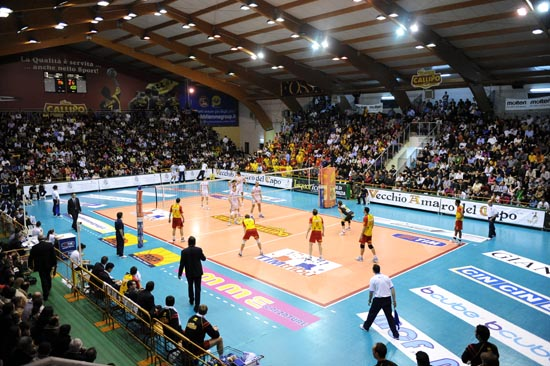
Tonno Callipo Vibo Valentia - Marmi Lanza Verona al Palavalentia (07-02-2010)

La pallavolo è senza dubbio lo sport in cui la città ipponica ha trovato maggiori successi e visibilità. La pallavolo, con la sua storica squadra maschile Tonno Callipo Vibo Valentia, ha rappresentato una delle principali vetrine sportive per Vibo Valentia, contribuendo in modo significativo alla visibilità della città a livello nazionale.
La squadra vanta 15 partecipazioni alla massimo campionato, il che la rende la squadra del mezzogiorno con più partecipazioni all'attivo al campionato in seguito all'assunzione definitiva del formato a girone unico. I giallorossi militano attualmente in Serie B girone H e possono annoverare nel loro palmarès una medaglia d'argento nella coppa Italia di A1 (2005) e una in supercoppa italiana (2005) oltre a quattro d'oro (2003, 2015, 2016, 2023) e due d'argento (2004, 2008) nella coppa Italia di A2 e una d'oro in supercoppa italiana di A2 (2023), sono stati inoltre vincitori della coppa Calabria nel 1993.
- La società Tonno Callipo Vibo Valentia (2ª squadra) ha militato nel campionato nazionale di serie B.
- Diversi atleti vibonesi hanno calcato i campi della serie A1 di volley, principalmente nelle file della principale squadra cittadina (De Fina, Cannistrà, Maccarone).
- Alle Olimpiadi di Rio de Janeiro 2016 il vibonese Antonio Valentini è stato premiato con la medaglia d'argento nelle vesti di assistente allenatore della Nazionale Italiana di Pallavolo.
- Nei Campionati mondiali di Giappone 2006 il vibonese Giuseppe De Fina è stato premiato con la medaglia di bronzo nelle vesti di assistente allenatore della Nazionale Bulgara di Pallavolo.

#### Femminile
- La Tonno Callipo Vibo Valentia milita nel campionato di Serie B1.
- La Todo Sport Vibo Valentia milita nel campionato di Serie B2[52].

### Calcio
- La squadra di calcio U.S. Vibonese Calcio, che ha all'attivo un totale di 11 partecipazioni a campionati di carattere professionistico tra Serie C/Lega Pro e Serie C2/Lega Pro Seconda Divisione, nella stagione 2024/2025 milita in Serie D girone I.
- La squadra di calcio A.S.D. Comprensorio Vibonese 2023 nella stagione 2023/2024 milita in Terza Categoria.

### Calcio a 5
- La A.S.D. Licogest Vibo Calcio a 5, ora sciolta, ha disputato il campionato nazionale di serie A2.
- La squadra di calcio a 5 Città di Vibo Valentia ha militato nel campionato di serie C1.

### Ciclismo
- Il 13 maggio 2003 la 4ª tappa del Giro d'Italia 2003 si è conclusa a Vibo Valentia con la vittoria dell'australiano Robbie McEwen.
- Il 19 maggio 1999 la 4ª tappa del Giro d'Italia 1999 è partita da Vibo Valentia verso le Terme Luigiane.

### Olimpionici
- Nelle Olimpiadi di Atene in Grecia del 2004 Massimiliano Mondello ha rappresentato l'Italia nello sport del ping-pong in coppia con Min Yang. Mondello è stato per 6 volte campione italiano (nel 1993, 1994, 1995, 1996, 2004 e 2005) di questa disciplina.
- Nella XXIV Olimpiade svoltasi nel 1988 a Seul (Corea del Sud), il pugile Giovanni Parisi vinse l'oro (Pugilato - pesi piuma). Giovanni Parisi è stato inoltre Campione del Mondo 1992-93 dei superleggeri WBO e ha più volte difeso il titolo.
- Nell'Olimpiade di Rio de Janeiro del 2016, l'assistente allenatore della Nazionale Italiana di Pallavolo, Antonio Valentini, vinse la medaglia d'argento.

### Principali impianti sportivi
| Nome                                 | Sport                                          | Capienza |
| ------------------------------------ | ---------------------------------------------- | -------- |
| Stadio Luigi Razza                   | Calcio                                         | 6.000    |
| Stadio Davide D'Angelo (Piscopio)    | Calcio                                         | 500      |
| Stadio Roberto Marzano (Vibo Marina) | Calcio                                         | 250      |
| Polisportiva Giovanile Salesiana     | Calcio                                         | 200      |
| Polisportiva Giovanile Salesiana     | Pallacanestro                                  | 60-80    |
| PalaMaiata                           | Pallavolo - Varie                              | 3.048    |
| PalaValentia                         | Pallavolo - Varie                              | 2.250    |
| PalaPace                             | Calcio a 5 - Pallacanestro - Varie             | 1.200    |
| Palazzetto di Vibo Marina            | Pallavolo - Calcio a 5 - Pallacanestro - Varie | 700      |
| Piscina comunale                     | Nuoto - Pallanuoto                             | 400      |
| Bocciodromo                          | Bocce                                          | 200      |